# Політичні протести в Таїланді (2010)
Політичні протести в Таїланді 2010 року — низка антиурядових протестів у столиці Таїланду що тривають з 14 березня 2010 року по 19 травня 2010 року. Протести були організовані Об'єднаним фронтом за демократію проти диктатури (UDD), громадським рухом, який підтримує колишнього прем'єр-міністра Таксіна Чинавата та вимагає відставки уряду Абхісіта Ветчаджіви та закликає до нових виборів.
Прихильники руху «червоних сорочечників», організовували мітинги, марші та кавалькади автотранспорту в столиці, проливали свою кров перед будинком уряду та захоплювали торговий район міста. Початково мирні протести набралися сили в квітні 2010 року, коли демонстранти увірвалися в будівлю парламенту. Перші сутички з поліцією відбулися 10 квітня, коли служби безуспішно намагалися витіснити опонентів уряду з центру Банґкоку . Тоді загинули 25 осіб. На початку квітня 2010 року демонстранти розбили свій табір у головному комерційному та фінансовому районі. Згодом кількатисячний табір був оточений барикадами та мав власне обладнання та припаси. На початку травня 2010 року уряд запропонував припинити протести та провести дострокові вибори в листопаді 2010 року. Хоча спочатку обидві сторони заявляли про готовність досягти згоди, зрештою її не було досягнуто через розбіжності в думках щодо відповідальності за насильство та смерть демонстрантів. 13 травня армія почала перекривати доступ до табору «червоних сорочечників», що призвело до кількаденних вуличних боїв, у яких загинули 39 людей. 19 травня 2010 року війська почали загальний штурм табору, який призвів до капітуляції лідерів УДД і вигнання демонстрантів з центру Бангкока. В результаті акцій загинули щонайменше 15 людей. Загалом з початку протестів було вбито 91 людину та близько 2000 поранено    . Демонстрації 2010 року були найбільшими громадянськими заворушеннями в Таїланді з 1992 року  .

## Генезис конфлікту

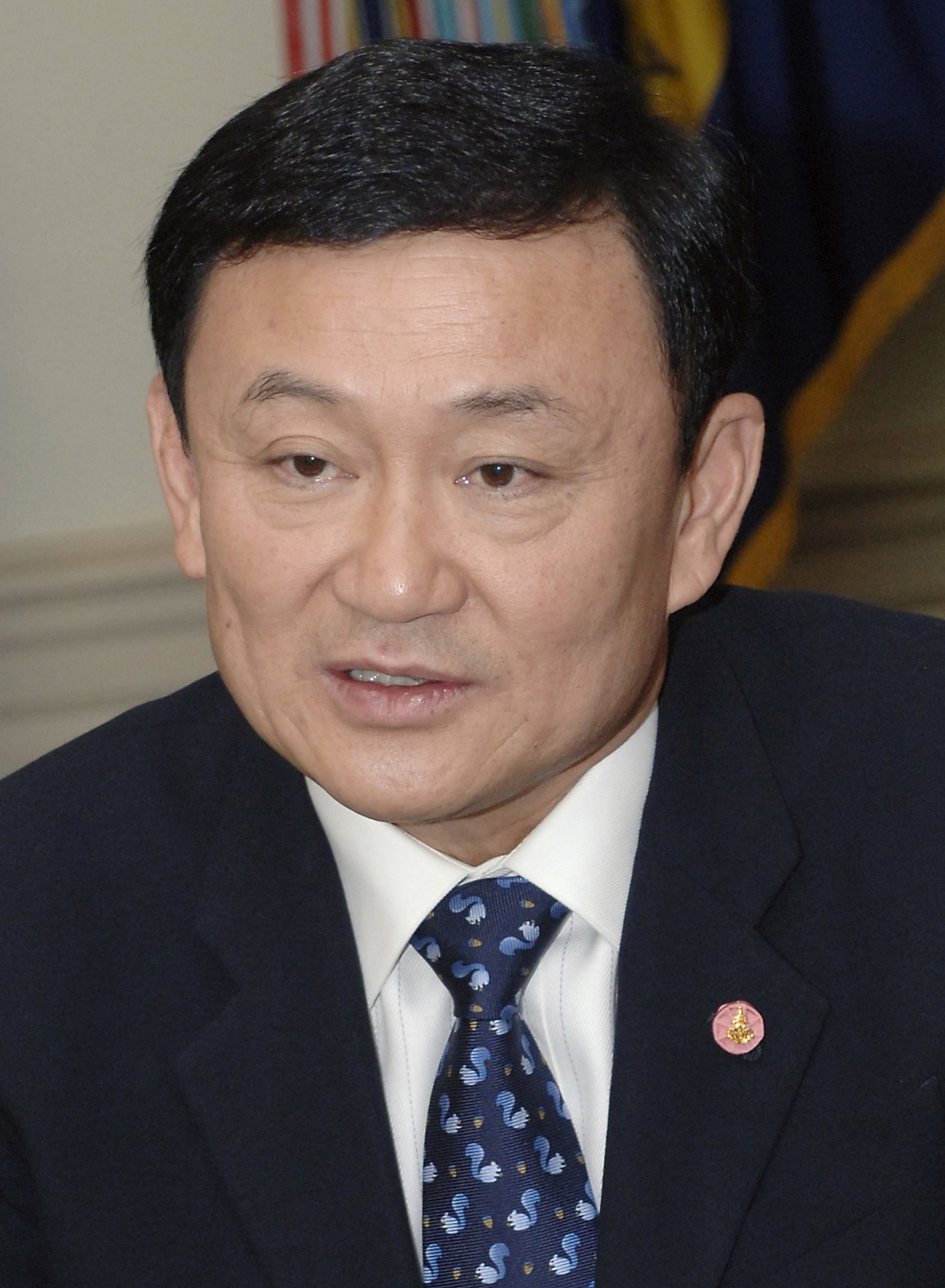
Таксін Чинават, прем'єр-міністр Таїланду 2001–2006

Королівство Таїланд, котрим з 1946 року править король Пхуміпон Адульядет (виконуючи переважно церемоніальні ролі), наприкінці першої декади XXI століття переживало період сталої політичної кризи. Уряд з 2001 по 2006 рік очолював прем'єр-міністр Таксін Чинават, в минулому бізнесмен і телекомунікаційний магнат. За час свого правління він скорив підтримку біднішого сільського населення на півночі та північному сході країни завдяки значному розширенню соціальної політики, включаючи вільний доступ до охорони здоров'я та освіти. Критики прем'єр-міністра з міських, міщанських і монархічних кіл звинуватили його в популізмі і недостатній повазі до старого короля. Вони сформували громадський рух проти його правління під назвою « Народний альянс за демократію» (PAD) і обрали «жовті сорочки» на знак солідарності з монархією (жовтий колір був символом короля). У 2006 році в країні почалися протести з вимогою відставки Чинавата, які паралізували функціонування та управління країною   .
В умовах наростання внутрішньої кризи у вересні 2006 року військові захопили владу та здійснили державний переворот . Переворот був здійснений під час перебування прем'єр-міністра Чинавата на сесії Генеральної Асамблеї ООН у Нью-Йорку . Він не повернувся до країни, де проти нього були порушені корупційні справи, і залишився за кордоном, перебуваючи переважно в Катарі та Лондоні . У Таїланді державою керувала військова хунта, яка провела демократичні парламентські вибори в грудні 2007 року. У результаті найбільшу кількість місць отримали колишні соратники та прихильники Чинавата, який досі користується незмінною підтримкою менш заможних громадян. Перед виборами вони утворили нову політичну партію – Партію влади людей (ППС). Новий уряд очолив його лідер Самак Сундараведж   .
У травні 2008 року "жовті сорочки" вкотре почали низку протестів у країні, звинувачуючи нову адміністрацію в тісних взаєминах з екс-прем'єром і виконанні його наказів. У серпні 2008 року відбулася нова хвиля демонстрацій, у результаті яких прем'єр-міністр Сундаравей, додатково звинувачений судом у порушенні конституції, пішов у відставку. Уряд очолив віце-прем'єр-міністр Сомчай Вонгсават, шурин Чинавата  .

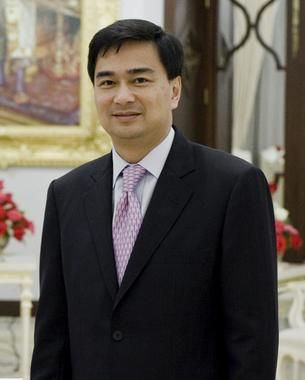
Прем'єр-міністр Абхісіт Ветчаджіва прийшов до влади в грудні 2008 року

Незважаючи на зміну голови уряду, Народний альянс за демократію (PAD) продовжив антиурядові демонстрації в Бангкоку. Протести щоразу більше ускладнювали нормальне функціонування панства. Наприкінці листопада 2008 року демонстранти захопили два столичні аеропорти, цілковито перекривши пасажирські перевезення. Протести завершилися в грудні 2008 року, коли суд постановив негайно розв'язати Партію "Сила людей" і заказав її лідерам брати участь у політичному житті на п'ять років за звинуваченням у фальсифікаціях під час виборів 2007 року. Владу в країні перейняла найбільша опозиційна партія Демократична партія на чолі з Абхісітом Ветджаджівою, яку підтримували «жовтосорочечні»    . Після чергової зміни верхівки влади, цього разу на вулиці вийшли прихильники колишнього прем'єр-міністра Чинавата. У березні 2009 року вони створили громадський рух під назвою «Об’єднаний фронт за демократію проти диктатури» (UDD), і їх візитівкою був червоний колір. Перші протести розпочалися навесні 2009 року. У квітні 2009 року вони зайняли конференц-будівлю в Паттаї, де мала відбутися зустріч АСЕАН . У результаті міжнародний саміт скасували, а в країні оголосили надзвичайний стан. Під час протестів на вулицях Бангкока загинуло двоє людей. Лідери УДД вирішили припинити акцію в середині квітня, побоюючись нових втрат, після того, як війська були направлені в райони демонстрації. «Червоносорочники» вимагали розпуску парламенту та організації дострокових виборів. Вони стверджували, що уряд Абхісіти прийшов до влади недемократичним і нелегітимним способом, виключно завдяки рішенням партійних судів, а не шляхом виборів   .
У 2010 році УДП повторила свої вимоги щодо відставки уряду та проведення позачергових парламентських виборів. Давній конфлікт загострив вирок суду від 26 лютого 2010 року про конфіскацію частини активів (1,4 млрд доларів із 2,3 млрд доларів) прем'єр-міністра Таксіна Чинавата, котрий з 2006 року перебуває у вигнанні. Суд визнав, що він здобув його не згідно до закону. Вже в жовтні 2008 року екс-прем'єра заочно засудили до двох років позбавлення волі за конфлікт інтересів і зловживання владою. На думку суду, як голова уряду він проводив політику в телекомунікаційному секторі,що була вигідна його власному бізнесу. Засуджений усі звинувачення заперечував  . UDD оголосила про масові соціальні демонстрації на вулицях Бангкока 14 березня. З провінції до столиці мали привезти противників уряду, які вимагали його відставки. На початку березня влада оголосила надзвичайний стан у Банґкоці та семи сусідніх провінціях з 11 по 23 березня. Надзвичайний стан передав багато повноважень військовим і обмежив громадянські права. Військові отримали право вводити комендантську годину, забороняти зібрання та організовувати блокпости для громадян  .

## Вуличні акції - березень 2010

### Підготовка та початок протестів

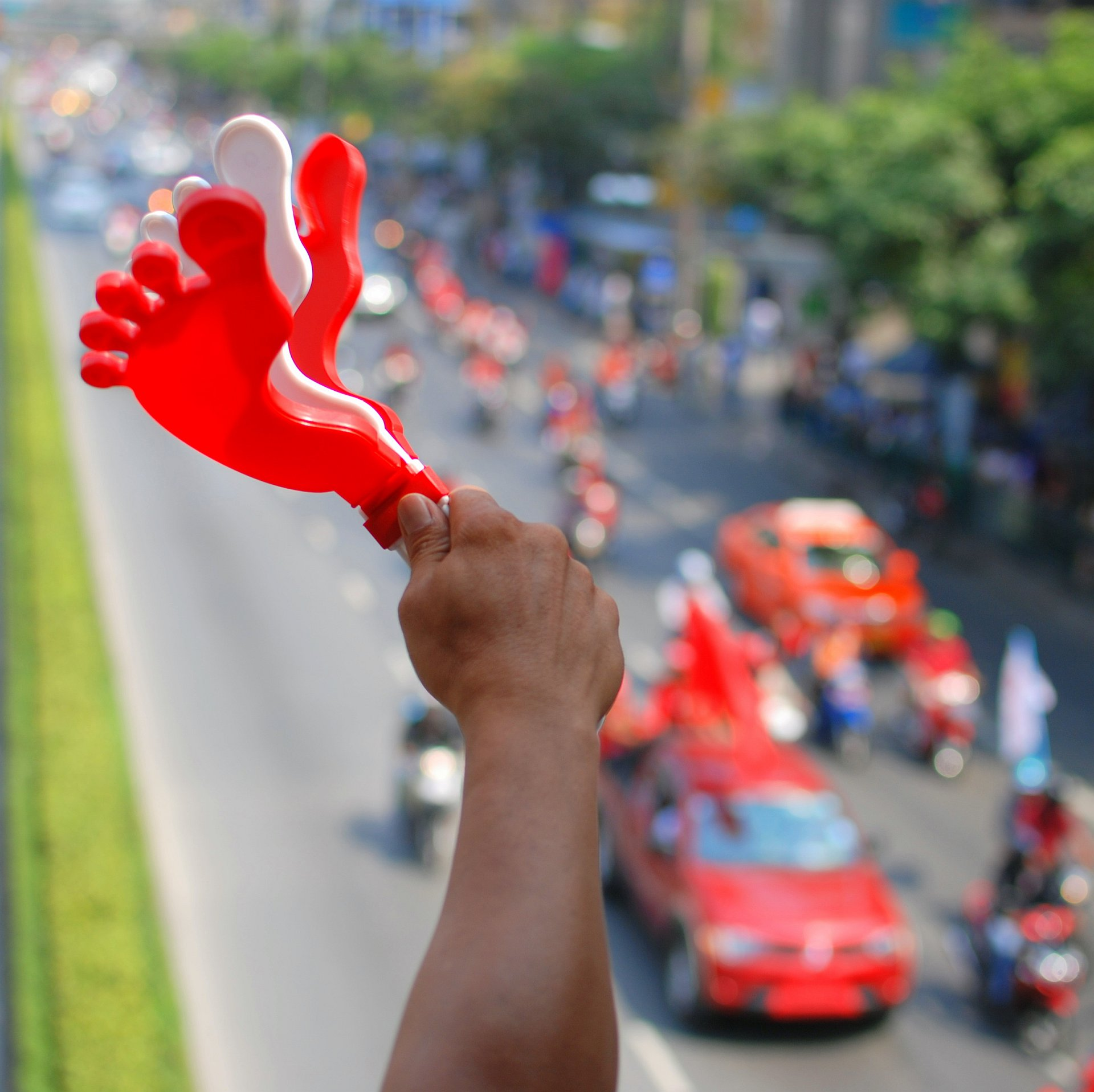
Один із впізнаваних реквізитів під час демонстрації, плескаючий пристрій

12 березня влада на охорону порядку змобілізувала 40 тис. осіб. служби безпеки та оголосили про беззаперечну реакцію у разі насильства з боку протестувальників. На вулицях, що ведуть до столиці, встановили блокпости. Лідери УДС запевнили в мирному характері протестів і оголосили, що вони триватимуть до відставки уряду. Як було оголошено, з початку березня 2010 року UDD організувала місцеві мітинги та демонстрації своїх прихильників і почала підготовку до їх транспортування до Бангкока  .
Перші противники уряду Абхісіта почали прибувати до Бангкоку 13 березня 2010  . 14 березня в центрі міста зібралися десятки тисяч «червоносорочечників». Закордонні кореспонденти оцінювали їхню кількість орієнтвно в 100 тисяч, а організатори мовили про кілька сотень тисяч учасників. Лідери UDD вимагали зречення уряду та здійснення виборів, давши прем'єр-міністру 24 години на відвіт. В протилежному випадку оголосили марш головними вулицями столиці. Армія зайняла резиденцію уряду та стратегічні пункти в місті  . 15 березня демонстранти оточили будівлю уряду та розташувалися табором, змусивши прем'єр-міністра переміститися до військових казарм 11-ї армії. Піхотний батальйон. Виступаючи звідти, прем’єр-міністр Абхісіт відхилив вимоги «червоних сорочок», які пройшли до казарм. За його словами, прем'єр-міністр залишив військовий комплекс на борту вертольота, щоб оглянути місто з повітря. Колишній прем'єр-міністр Чинават звернувся до демонстрантів по відеозв'язку, заявивши, що вони принесли демократію в країну  . На третій день протестів УДД почав збирати кров у своїх прихильників, щоб символічно пролити її перед будівлею уряду. Міністерство охорони здоров'я та Червоний Хрест висловили занепокоєння щодо санітарних умов у місцях забору крові, але організатори відкинули їх побоювання, заявивши, що забір крові відбувається у спеціальних наметах і займається волонтерами-професійними лікарями та медсестрами. Зібрана кров була пролита біля воріт урядової будівлі в оточенні правоохоронців. Один з лідерів UDD, Віра Мусікапонг, заявив, що «кров є священною жертвою» і «показує любов до нації та щирість»  . 17 березня 2010 року «червоносорочечники» пролили кров біля штаб-квартири правлячої Демократичної партії та приватного будинку прем’єр-міністра, перш ніж відступити до свого табору біля будівлі уряду. Вони анонсували подальші масові демонстрації на найближчі вихідні. Прем'єр-міністр Абхісіт оголосив, що він відкритий до діалогу, і поки UDD діє в рамках закону, ніщо не заважає переговорам 

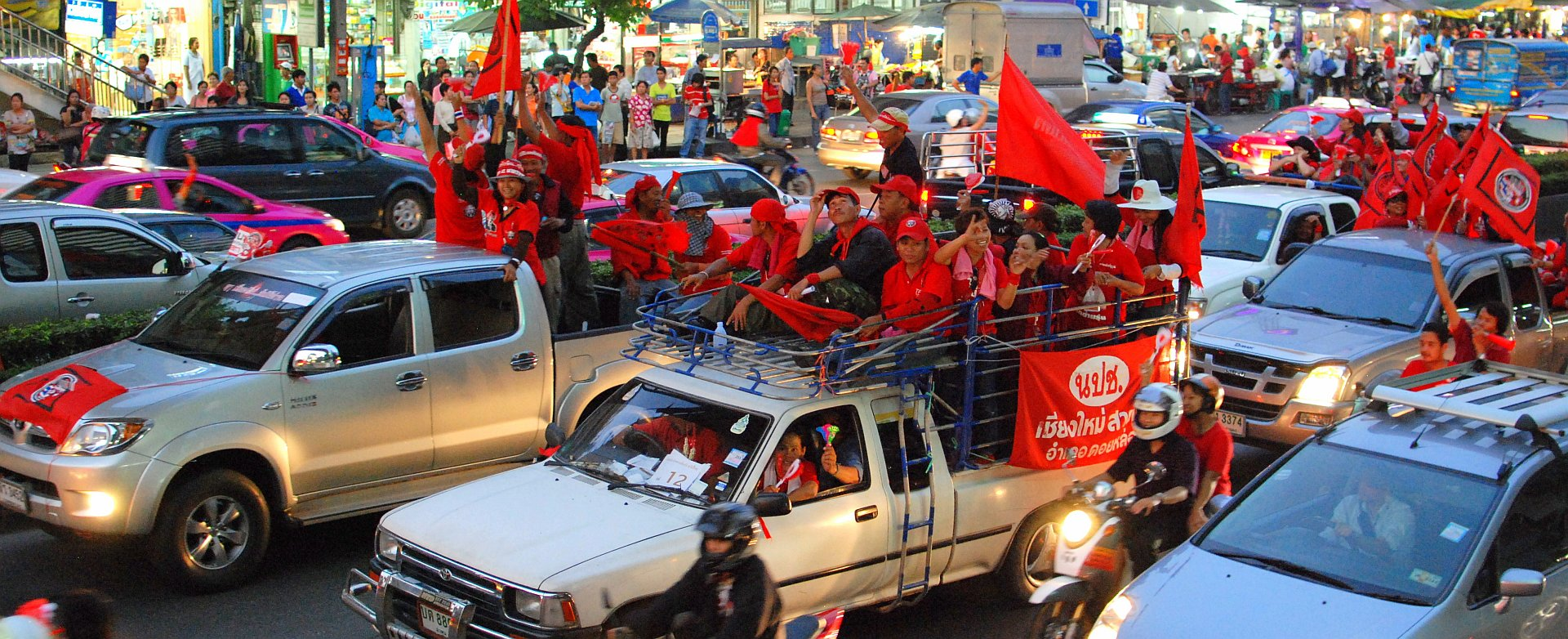
Кавалькада "червоних" автомобілів на вулицях Бангкока, 20 березня 2010 р.

### Продовження вуличних протестів
У суботу, 20 березня 2010, зблизька 65 тисяч  «червоних сорочок» брали участь у демонстраціях на головних вулицях Бангкока. Вулицями проїхали кавалькади автівок і мотоциклів з опонентами влади в червоному одязі. Хоча прем'єр-міністр визнав, що країна розділена, він відмовився піти у димісію. Лідери УДД оголосили про продовження протестів  . 23 березня влада продовжила надзвичайний стан. Засідання уряду проходили у військовому комплексі на околиці столиці  . Після тижневого бараку перед будівлею уряду в суботу, 27 березня, мітингувальники знову вийшли на вулиці столиці. Вони зібралися перед вісьмома пунктами, які охороняють правоохоронці  .
30 березня 2010 року урядова сторона та представники "червоних сорочечників" почали переговори. П'ятигодинні переговори між лідерами UDD і прем'єр-міністром Абхісітом завершилися пізніше того ж дня без досягнення домовленості. Об'єднаний фронт за демократію проти диктатури вимагав розпуску парламенту протягом 15 днів, а прем'єр-міністр був готовий організувати вибори в грудні 2010 року, на рік раніше, ніж це передбачено конституцією. Лідери УДД заявили, що подальші переговори будуть можливими лише за умови зміни позиції уряду та перенесення дати виборів  .

## Ескалація конфлікту – квітень 2010 року
| Перебіг основних подій | Перебіг основних подій |
| ---------------------- | --- |
| 14 березня 2010 року   | Початок масових антиурядових протестів у Бангкоку |
| 15 березня             | Прем'єр-міністр Абхісіт відхилив вимоги піти у відставку |
| 16 березня             | Кровопролиття перед будівлею уряду. |
| 20, 27 березня         | Масові демонстрації, кавалькади автомобілів і мотоциклів вулицями столиці |
| 30 березня             | Безрезультатні переговори представників УДД з урядом |
| 3 квітня               | Захоплення «червоних сорочок» комерційного району Бангкока |
| 7 квітня               | Марш на будівлю парламенту |
| 8 квітня 2010 року     | Закриття владою опозиційного телебачення та інтернет-порталів |
| 10 квітня              | Сутички на вулицях столиці, загибель 25 осіб |
| 16 квітня              | Невдала спроба захоплення лідерів «червоних сорочок». |
| 18 квітня              | Перше звернення «жовтих сорочечок» до влади з вимогою ефективного виходу з кризи.                                                                                                  |
| 22 квітня              | Вибухи в торговому районі, 1 загиблий |
| 23 квітня              | Пропозиція УДД припинити протести, вимагати провести вибори протягом 2 місяців |
| 28 квітня              | Обстріляна колона автомобілів протестувальників, 1 людина загинула |
| 30 квітня              | Штурм «червоними футболками» будівлі міської лікарні |
| 3 травня               | План примирення, запропонований прем'єр-міністром, запропонував вибори 14 листопада 2010 року                                                                                      |
| 7/8 травня             | Вбивство двох поліцейських у центрі Бангкока |
| 10 травня              | УДД прийняття виборів у листопаді 2010 року, вимога пред'явити звинувачення віце-прем'єру у загибелі 25 осіб 10 квітня                                                             |
| 12 травня              | Відкликання уряду від організації виборів і вимога негайного припинення протестів                                                                                                  |
| 13-18 травня           | Військові дії з перекриття доступу та оточення табору "червоних сорочечників", загинули 39 осіб                                                                                    |
| 19 травня              | Загальний штурм армії табору демонстрантів, сутички на вулицях столиці, загибель щонайменше 15 осіб. Захоплення та ліквідація табору «червоних сорочеників» і припинення протестів |
| 10 червня              | Уряд створив три комітети з розслідування обставин смерті жертв, конституційної реформи та ЗМІ                                                                                     |

### Захоплення центру Банґкока та марш на парламент

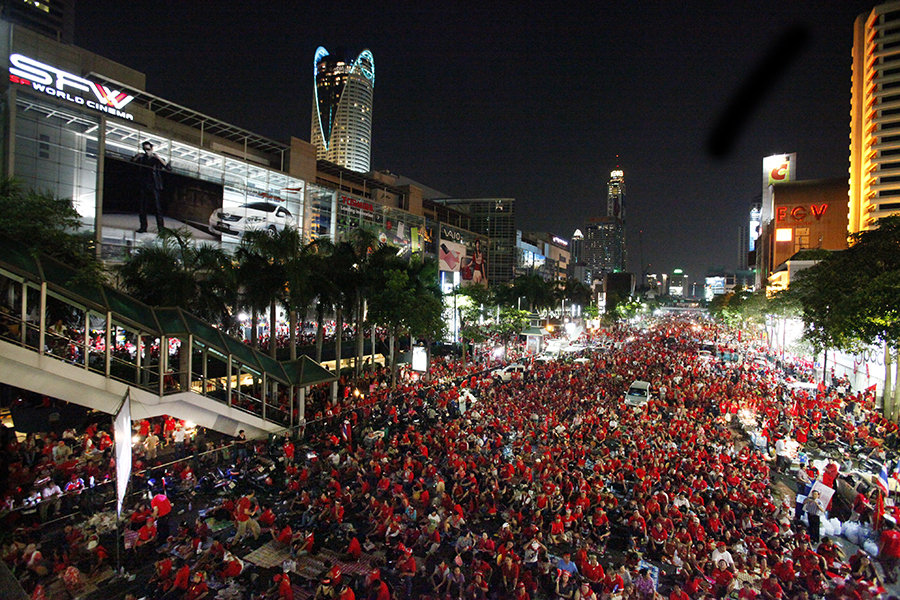
«Червоні сорочки» в центрі Бангкока, 3 квітня 2010 року

У суботу, 3 квітня 2010 р., центр Банґкоку знову був заблокований демонстрантами. «Червонокольорові» прорвали поліцейські блокади і вийшли в торговий район столиці, де розташовані численні торгові комплекси та готелі. Служби безпеки, які від початку демонстрації були спокійні та стримані, не втручалися й цього разу  . Демонстранти зайняли комерційний центр міста, через що багато підприємств закрилися. Верховний суд за позовом уряду підтвердив його право в умовах надзвичайного стану виселяти протестувальників із центру столиці та заборонив протести на 11 головних вулицях міста. 5 квітня «червоносорочечники» штурмували штаб-квартиру виборчої комісії та відхилили заклики влади вийти з окупованого району  . 6 квітня тривали акції протесту, в тому числі на заборонених вулицях столиці. Того дня відбулися перші з початку протестів невеликі сутички зі спецслужбами. Влада видала ордер на арешт 10 головних лідерів УДО  .
7 квітня "червоносорочечники" пройшли маршем до будівлі парламенту і ненадовго зламали опір спецслужб, перервавши засідання палати. Через короткий час вони вийшли з району. Політиків, які перебували всередині, включно з прем'єр-міністром, евакуювала поліція, деяким з них вдалося втекти самостійно. У відповідь глава уряду оголосив про відновлення в столиці надзвичайного стану, під час якого формально заборонено зібрання понад 5 осіб  . 8 квітня влада видала ордер на арешт 7 лідерів УДД, причетних до нападу на парламент, заблокувала доступ до багатьох опозиційних сайтів і закрила опозиційну телестанцію. Прем'єр-міністр через делікатну ситуацію в країні скасував участь у саміті АСЕАН у Ганої  . Наступного дня мітингувальникам вдалося відбити у поліції будівлю People Channel і відновити трансляцію. Військові сили, безрезультатно застосувавши сльозогінний газ і водні канонерські човни, відійшли зі своїх позицій  .

### Спалах сутичок на вулицях столиці

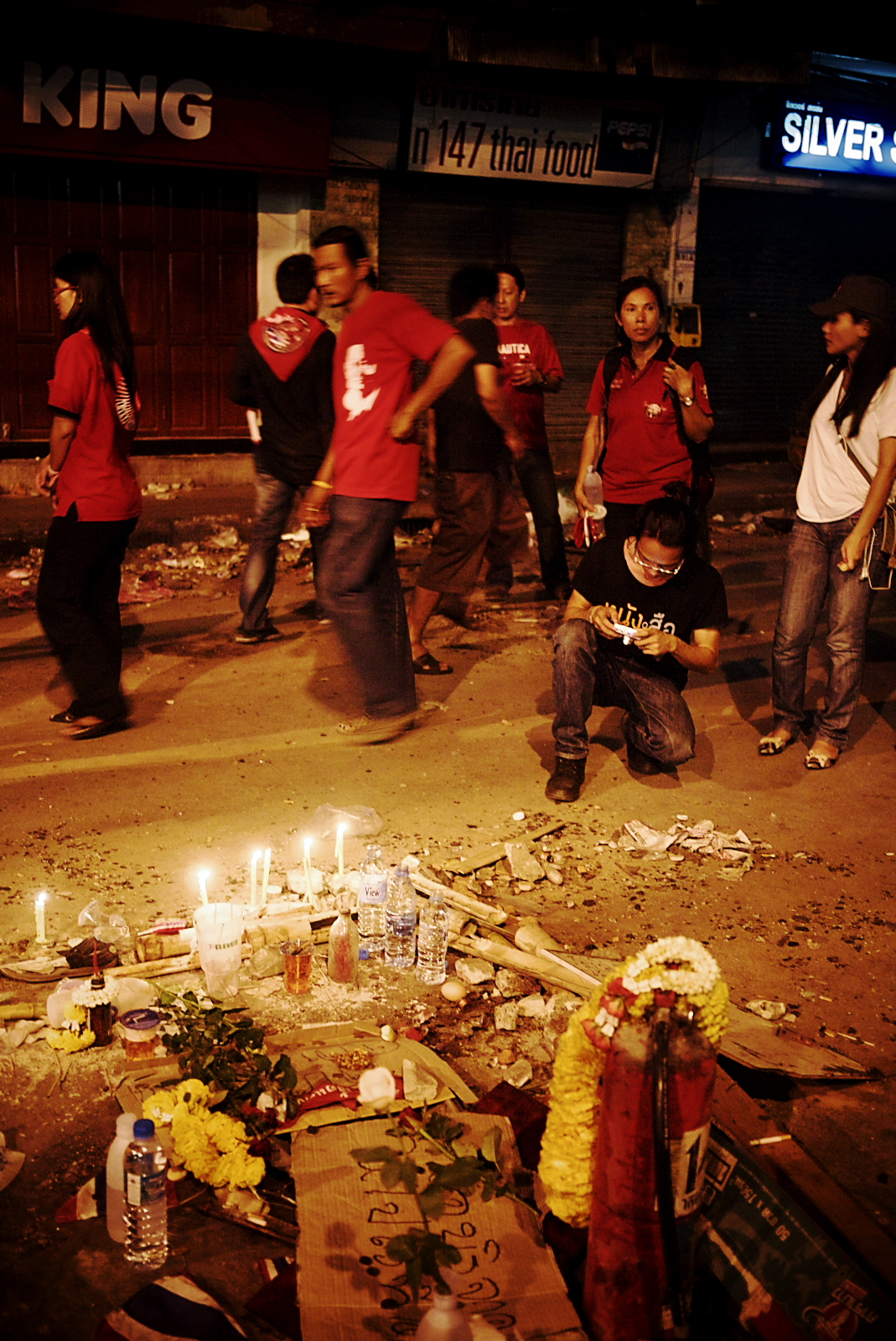
Свічки пам'яті загиблих під час сутичок 10 квітня 2010 року

10 квітня 2010 року відбулися наймасштабніші зіткнення демонстрантів з армією та поліцією з початку протестів, коли служби намагалися витіснити їх з окупованих районів. Заворушення відбулися навколо мосту Фан Фах і на вулиці Ратчадамноен біля будівель ООН . За даними медичних служб, у боях загинули 25 осіб, у тому числі японський оператор, 19 мирних жителів і 5 військових, понад 800 осіб отримали поранення    . Військові спочатку стверджували, що застосовували проти демонстрантів гумові кулі та сльозогінний газ, а також стріляли бойовими патронами лише в повітря. Це суперечило свідченням свідків, які стверджували, що обстріл також вівся бойовими патронами  . Лише через кілька днів армія визнала, що бойові патрони також використовувалися для обстрілу мирних жителів, але, як зазначалося, лише для захисту життя поранених товаришів. Під час зіткнень протестувальники використовували каміння, палиці, коктейлі Молотова, а також, за словами армії, зброю та гранати  . Назначених позицій армія не захопила. У відступаючих солдатів противники уряду захопили арсенал зброї, боєприпасів, щитів, палиць, обмундирування та кілька військових машин  . США закликали обидві сторони конфлікту до стриманості та вирішення конфлікту мирним шляхом  . Сутички 10 квітня 2010 року були найгіршими громадянськими заворушеннями в Таїланді з 1992 року  .
11 квітня 2010 року командувач армією ген. Анупонґ Паоджінда заявив, що політичне вирішення кризи має бути знайдено негайно, і цьому може сприяти повернення до переговорів і розпуск парламенту. Він підкреслив, що не бажає застосовувати силу проти демонстрантів. Прем'єр-міністр Абхісіт звинуватив «терористів» у розпалюванні заворушень і запевнив у тісній співпраці між урядом та армією, поліцією та коаліційними партіями  . Проте прем’єр-міністр відчував дедалі більший тиск, щоб знайти вихід із кризи. 12 квітня 2010 року виборча комісія рекомендувала розпустити правлячу Демократичну партію та направила подання з цього приводу до прокуратури. Вона заснувала це на звинуваченнях у «червоній сорочці», які звинуватили партію прем’єр-міністра в незаконному отриманні 8 мільйонів доларів субсидій під час виборчої кампанії 2005 року  . «Червоносорочечники» відхилили пропозицію уряду розпустити парламент протягом 6 місяців, вимагаючи негайної відставки Абхісіта  .
16 квітня 2010 року влада зробила невдалу спробу захопити лідерів UDD, яких віце-прем'єр-міністр з питань безпеки Сутеп Таугсубан назвав «терористами». Операція із захоплення лідерів руху, які проживали в готелі СК «Парк», завершилася дискредитацією служб, трьом з них вдалося втекти. Арісман Понгруанронг, один із лідерів, зумів вистрибнути з вікна та спуститися з будівлі до натовпу, що чекав внизу, який потім транспортував його в безпечне місце  . Того ж дня прем'єр-міністр усунув віце-прем'єр-міністра Сутепа від його обов'язків і передав контроль за питаннями безпеки безпосередньо командувачу армією генералу. Анупонг Паоджінда. Абхісіт підкреслив, що зміна керівництва забезпечить «більш ефективну та швидшу» роботу служб безпеки  .
Тривалі протести «червоних футболок» призвели до того, що слово взяли «жовті». 18 квітня на позачерговому засіданні Народного альянсу за демократію (ПАД) його члени звернулися до уряду з проханням невідкладно навести порядок у країні. На це йому дали 7 днів, інакше погрожували вдатися до власних дій, у тому числі до масових демонстрацій  . 19 квітня 2010 року військові посилили свою присутність в діловому районі Салом, окупованому протестувальниками, і залишили за собою право застосувати проти них більш «сильні» заходи, включаючи бойові патрони як крайній засіб  . 21 квітня 2010 року в провінції Хон Каен, на північний схід від Бангкока, «червоносорочечники» зупинили потяг, який перевозив військову техніку, вважаючи, що він прямує до столиці. Вони дозволили йому продовжити подорож, лише переконавшись, що він прямує в інше місце  .

### Продовження кризи та насильства

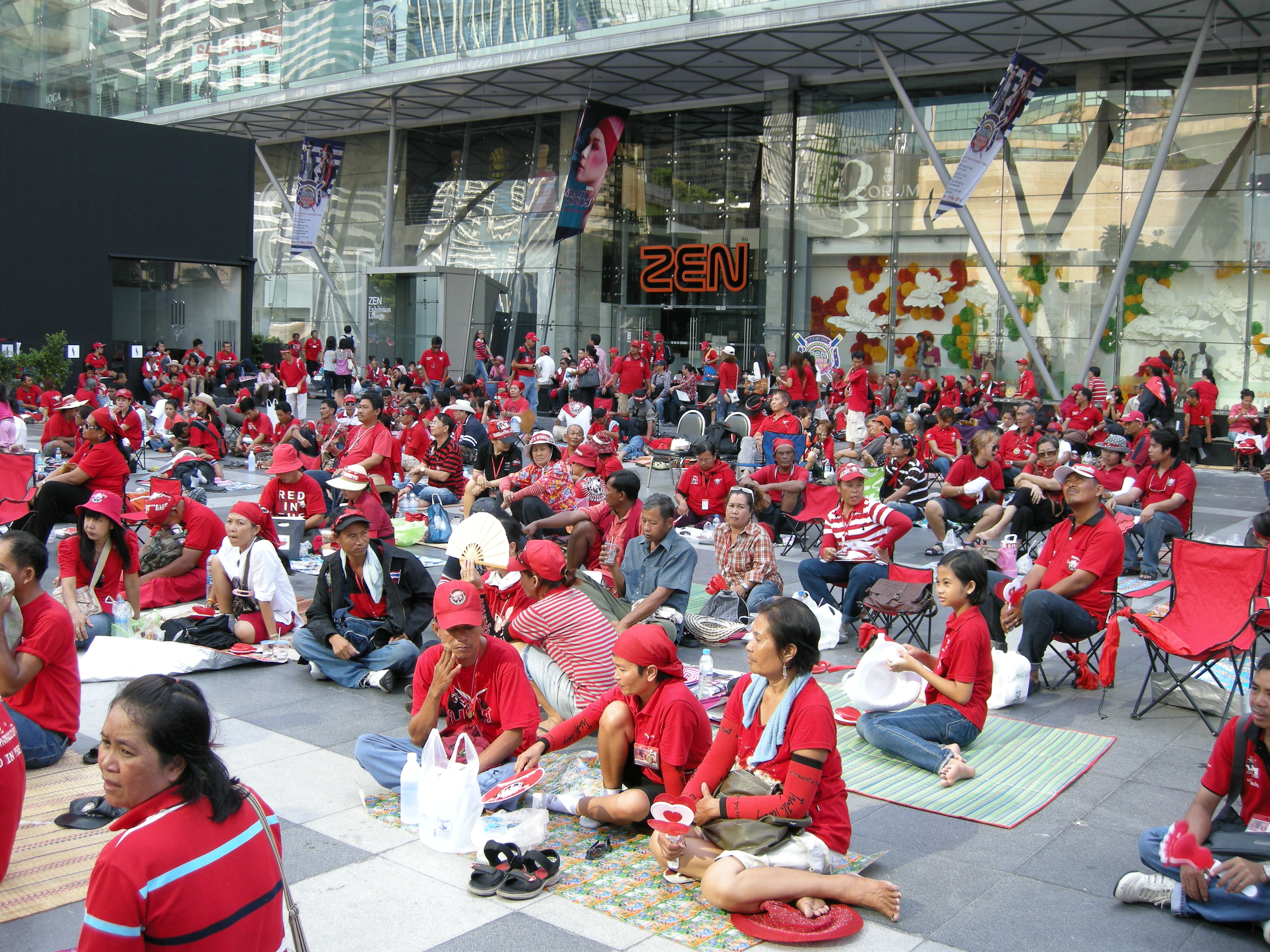
Демонстранти розташувалися в торговому районі

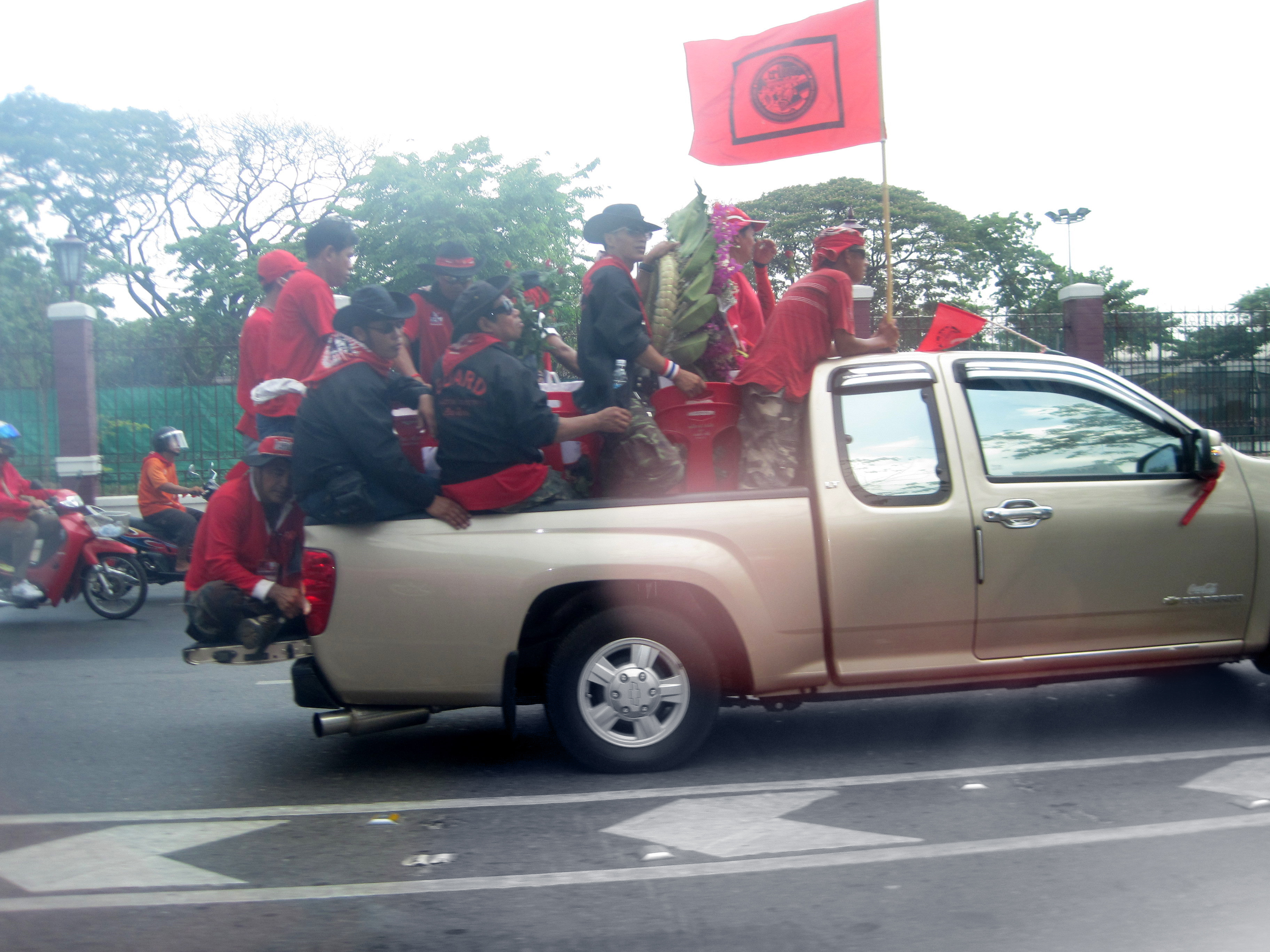
Машина з "червоними футболками", квітень 2010 року

Увечері 22 квітня 2010 року серія бомб вибухнула в густонаселеному діловому районі Салом, убивши одну людину та поранивши 85 інших. Уряд заявив, що вибухи були "справою рук терористів". Віце-прем'єр-міністр Сутеп Таугсубан заявив, що бомби були випущені з гранатометів М79 з рогів вулиць за барикадами "червоних сорочок". Однак протестувальники відкинули звинувачення та заявили, що не зацікавлені у вбивстві невинних людей. Генеральний секретар ООН Пан Кі Мун заявив, що «настав момент для панування обох сторін», а США, Велика Британія та Австралія порадили своїм громадянам не їздити до Таїланду  .
23 квітня 2010 року один із лідерів «червоних сорочок» Віра Мусікапонґ запропонувала припинити протести. Натомість він вимагав від влади розпустити парламент протягом 30 днів і організувати вибори протягом ще 30 днів, припинити залякування прихильників опозиції та розпочати незалежне розслідування останніх подій  Наступного дня прем'єр-міністр Абхісіт відхилив умови демонстрантів через «використання ними насильства та залякування». Він заявив, що «розпуск парламенту повинен служити всій нації, а не тільки «червоним сорочкам», і повинен бути здійснений вчасно»  . 25 квітня під час наради з командувачем армії він погрожував захопити армією табір демонстрантів у комерційному районі Банґкоку  .
26 квітня в конфлікті знову виступив Народний альянс за демократію. Лідер "жовтих футболок" звернувся до влади з проханням запровадити воєнний стан у столиці. Червоносорочечники продовжували окупувати комерційний район, а в провінціях їхні прихильники почали зводити блокади та зупиняти військові служби, що прямували до Бангкока, що призвело до кількох сутичок. У Бангкоку 25 квітня біля посту військової охорони вибухнула граната, постраждали вісім осіб. 26 квітня король Пхуміпон Адульядет вперше виступив, звертаючись до групи суддів, закликаючи їх «виконувати свою роботу чесно і належним чином»  . Того ж дня до Верховного суду було подано подання про розпуск правлячої Демократичної партії  . Однак, зрештою, 29 листопада 2010 року суд відхилив заяву виборчої комісії про незаконне прийняття партією пожертвувань з процесуальних міркувань, а 9 грудня 2010 року – про нецільове використання коштів, також через формальні помилки.   .
28 квітня 2010 року на північній околиці столиці в ході зіткнень між демонстрантами та армією загинув один військовий, щонайменше 16 людей отримали поранення. Військовий, швидше за все, загинув випадково, коли армія обстрілювала кавалькаду техніки "червоних сорочечників". Служби намагалися зупинити мітинг автомобілів і мотоциклів близько тисячі демонстрантів, які вирушили на північ від головного табору в центрі Бангкока   . 29 квітня 2010 року кілька сотень «жовтих» пройшли маршем до казарми 11-ї ст. піхотного батальйону, де діяв уряд, і закликав владу якнайшвидше навести в країні порядок і прибрати «червоносорочечників», які «безкарно створили свою державу в державі». Червоносорочечники, з іншого боку, надіслали відкритого листа представнику Європейського Союзу в своїй країні з проханням направити спостерігачів до Таїланду, щоб запобігти військовому насильству. Девід Ліпман, посол ЄС, у відповідь висловив глибоку стурбованість ситуацією в Таїланді та закликав до поваги до верховенства права, конструктивного діалогу та вирішення кризи шляхом переговорів мирним і демократичним шляхом. Міністр закордонних справ Таїланду Касіт Піром'я заявив, що наразі немає необхідності в міжнародному втручанні та що уряд контролює ситуацію, яка є внутрішньою справою його країни 
30 квітня 2010 року група з близько 200 «червоних сорочечників» увірвалася в лікарню Чулалонґкорн, спричинивши евакуацію всіх пацієнтів, крім відділення інтенсивної терапії. Зловмисники мали намір затримати військових, яких вони звинуватили в підготовці нападу на їхній табір у комерційному районі. Табір «червоних сорочечників» був оточений барикадами з куп шин, бамбукових стовпів і колючого дроту. Один із лідерів УДД вибачився за напад і запевнив, що мітингувальники не мали наміру перешкоджати роботі медзакладу. Прем'єр-міністр Абхісіт різко засудив напад, а кореспонденти преси підняли питання про здатність лідерів UDD контролювати натовпи своїх прихильників  .

## Спроби припинити протести (3–10 травня)

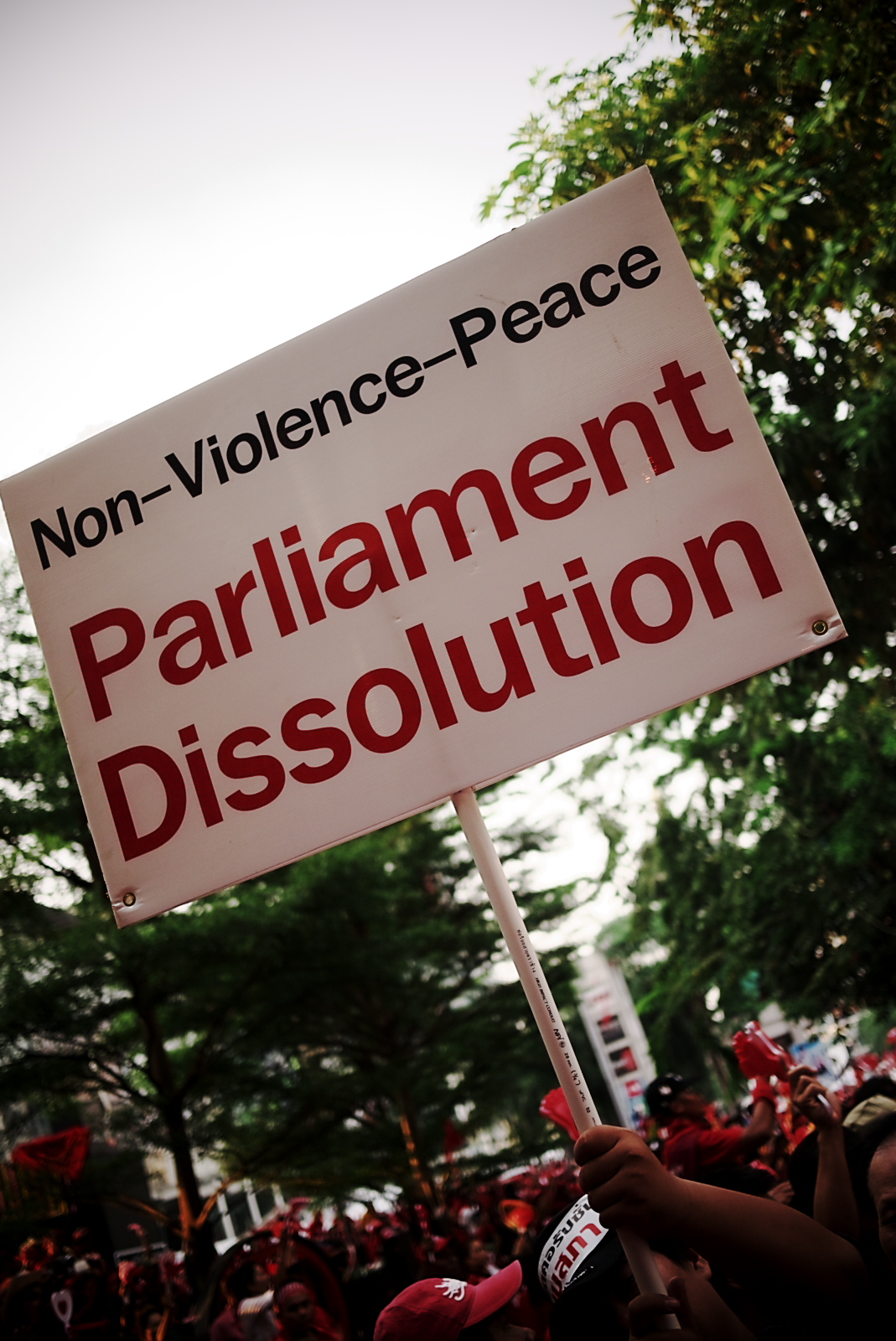
Протестувальники вимагають розпуску парламенту

3 травня 2010 року прем'єр-міністр Абхісіт у виступі по телебаченню представив план «примирення». Він запропонував провести парламентські вибори 14 листопада 2010 року та перерахував п'ять інших умов плану: повага до монархії, проведення реформ для усунення соціальної нерівності, створення незалежного органу для забезпечення неупередженості ЗМІ, проведення розслідування недавнього політичного насильства та обговорення необхідності конституційної реформи. 4 травня у відповідь на план уряду лідери УДД підтримали входження в процес примирення та висунули власні умови. Вони заявили, що призначення дати виборів є компетенцією виборчої комісії, а не уряду, від якого вимагали оголосити точну дату розпуску парламенту. Також закликали до «щирості». Протягом наступних кількох днів перспектива швидкого припинення протестів здавалася неможливою. Обидві сторони звинуватили одна одну в нещирості та висунули нові умови. Прем'єр-міністр заявив, що парламент може бути розпущений у другій половині вересня 2010 року (згідно із законом, який вимагає розпуску палати протягом 45-60 днів до виборів). Однак він підкреслив, що рішення не буде, якщо "червоні майки" не припинять протести. Перш ніж ухвалити рішення припинити акцію протесту, лідери «червоних сорочечників» вимагали вказати обов’язкову дату розпуску парламенту, скасування надзвичайного стану та виведення армії з вулиць столиці.

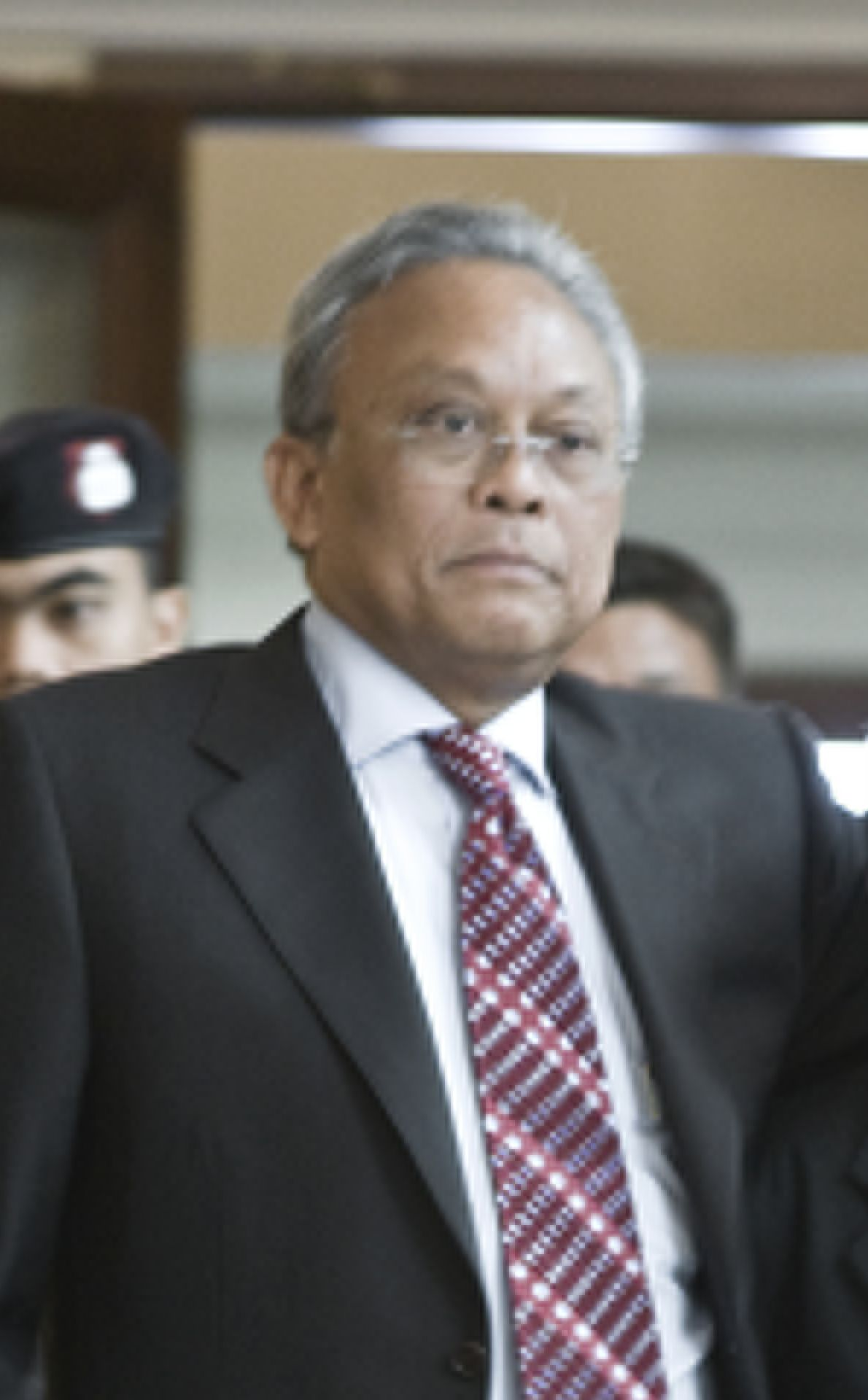
Віце-прем'єр-міністр Сутеп Таугсубан, відповідальний за служби безпеки

Народний альянс за демократію опублікував заяву, в якій засудив прем'єр-міністра Абхісіта за діалог із "червоними сорочками", яких він назвав "терористами нової тайської держави". Він закликав уряд повністю виконати закон проти них, а план примирення назвав «механізмом виживання та егоїстичними діями» влади. Він вимагав відставки Абхісіта у разі невідновлення верховенства права.
У ніч з 7 на 8 травня 2010 року в Бангкоку було вбито двох поліцейських, які стояли у фінансовому районі поблизу табору протесту. Одного з них застрелили з мотоцикла, що проїжджав повз, перед північчю, інший загинув від вибуху гранати через дві години. Також внаслідок вибуху постраждали тринадцять людей. Лідери УДД дистанціювались від нападів і засудили їх виконавців. Влада заявила, що метою нападів було зірвати розпочатий урядом процес примирення.
Після нового спалаху насильства прем'єр-міністр зажадав від "червоних сорочечників" відповісти на план до 10 травня 2010 року. Того дня Об’єднаний фронт за демократію проти диктатури (UDD) погодився розпустити парламент у середині вересня та провести вибори 14 листопада 2010 року. Як додаткову умову для припинення протестів він висунув притягнення до відповідальності віце-прем'єр-міністра Сутепа Тауґсубана, відповідального за роботу служб безпеки, і пред'явлення звинувачень у смерті 25 осіб 10 квітня. Він також вимагав гарантій не застосовувати подвійні стандарти до учасників протестів, оскільки багато хто з його лідерів були під ордерами на арешт. 11 травня 2010 року віце-прем'єр-міністр Сутеп з'явився до Департаменту спеціальних розслідувань міністерства юстиції, щоб заслухати скарги проти нього. Лідери УДС вважали це недостатнім і вимагали офіційного притягнення проти нього кримінальної відповідальності.

## Втручання спецслужб (13-18 травня)

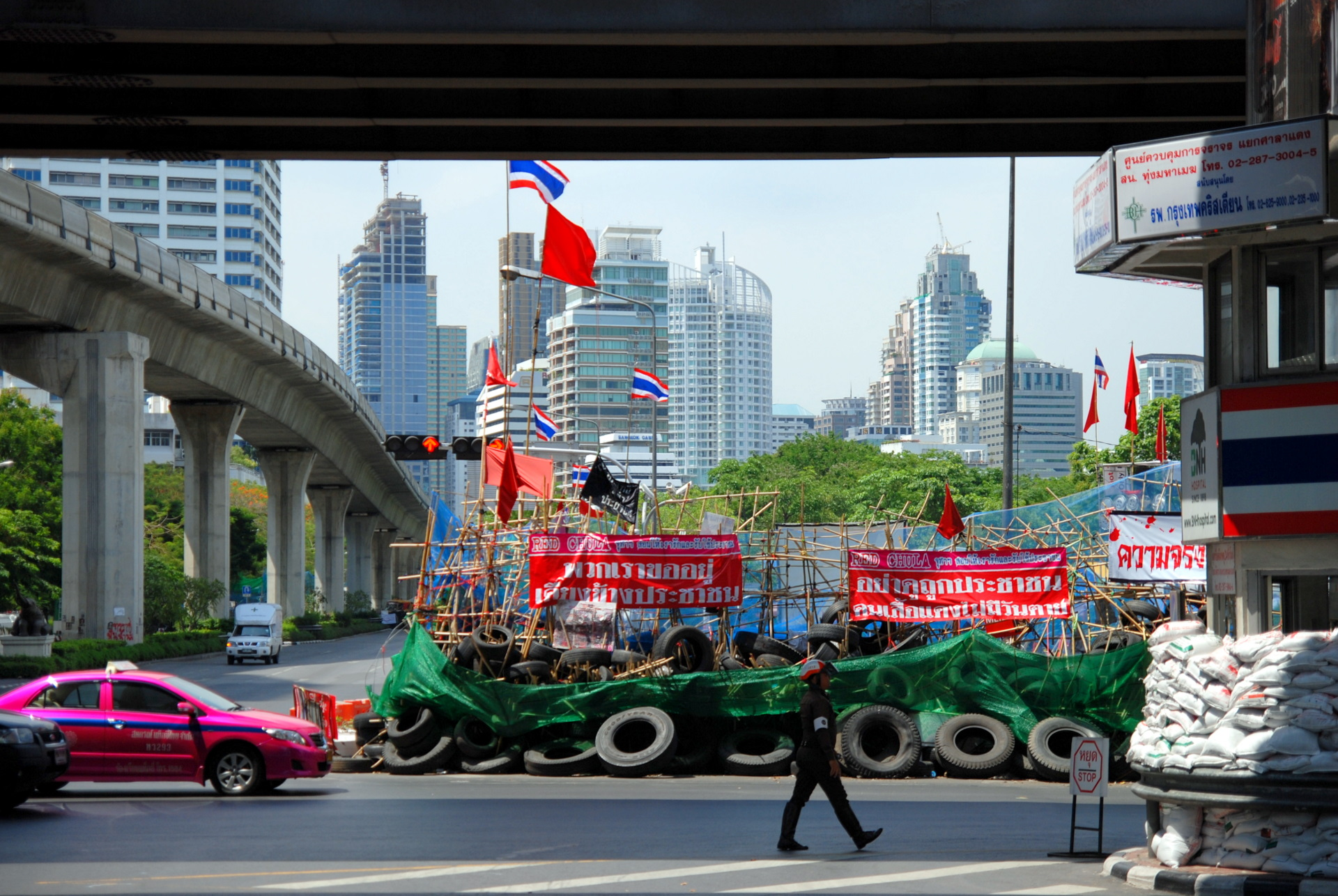
Барикада навколо табору "червоних сорочечників".

11 травня 2010 року прем'єр-міністр Абхісіт виступив у парламенті з промовою, сигналізуючи про зміну тактики щодо протестувальників і вжиття більш рішучих дій. 12 травня уряд оголосив про відмову від планів проведення виборів і зажадав негайного припинення окупації центру Банґкоку. Прем'єр-міністр заявив, що заплановані заходи "вплинуть на населення, не тільки протестувальників, а й тих, хто працює і проживає" в районі табору. За його словами, він відмовився від дострокових виборів через те, що протестувальники відмовилися розходитися. Влада дала їм час до півночі, щоб залишити район, або погрожувала відключити електрику, воду та телекомунікації, зупинити громадський транспорт і заблокувати постачання їжі для демонстрантів. Керівники УДД відхилили вимоги уряду та військових, заявивши, що такі дії можуть призвести до нових жертв. Занепокоєння щодо планів влади висловлювали іноземні дипломати, оскільки в окрузі було багато посольств, дипломатичних представництв і готелів, які приймали іноземців. Чисельність «червоносорочечників» у таборі влада оцінювала в кілька тисяч осіб, у тому числі жінок і дітей. Їхній табір, оточений дротяними барикадами, бамбуковими стовпами та шинами, мав власні генератори електроенергії, запаси палива та власне обладнання, наприклад запаси питної та миючої води та переносні туалети. Це охоплювало близько 3 км²   .

### Початок військових дій
13 травня 2010 року військові дали демонстрантам термін до 18:00, щоб покинути табір, оголосивши, що після цієї дати вони приступлять до дій, перекривши доступ до зони протесту. Після 18:00 важкі військові машини були спрямовані в бік комерційного району, а на дорогах, що ведуть до табору, розгорнуто озброєні військові частини. Лідери УДД оголосили, що назустріч солдатам будуть направлені групи демонстрантів, щоб не дати їм перейти в наступ  .
Увечері 13 травня під час інтерв'ю іноземним журналістам генерал Хаттія Савасдіполь, ренегат і радикальний прихильник "червоних сорочечників", який називав себе їхнім головним стратегом і військовим інструктором, був убитий пострілом в голову. т. зв Червоний командир ( Се Даенґ ), як його називали, був сильним прихильником скинутого прем’єр-міністра Таксіна Чинавата і був відсторонений від армії в січні 2010 року. Генерала у важкому стані доставили до лікарні, де він помер через чотири дні. У його вбивстві "червоносорочечники" звинуватили військових снайперів. Уряд відкинув звинувачення, заявивши, що військові можуть використовувати бойові патрони лише для самооборони. Влада звинуватила генерала в організації терактів, у результаті яких постраждали понад 100 осіб   . Розстріл популярного "Червоного командира" поклав початок вуличним заворушенням і бійкам на вулицях столиці. В околицях табору було чути постріли та вибухи. Під час вечірнього обстрілу військової частини один із демонстрантів загинув бойовими патронами. Влада поширила надзвичайний стан у столиці ще на 15 провінцій країни. США, а наступного дня також Велика Британія закрили свої посольства   .

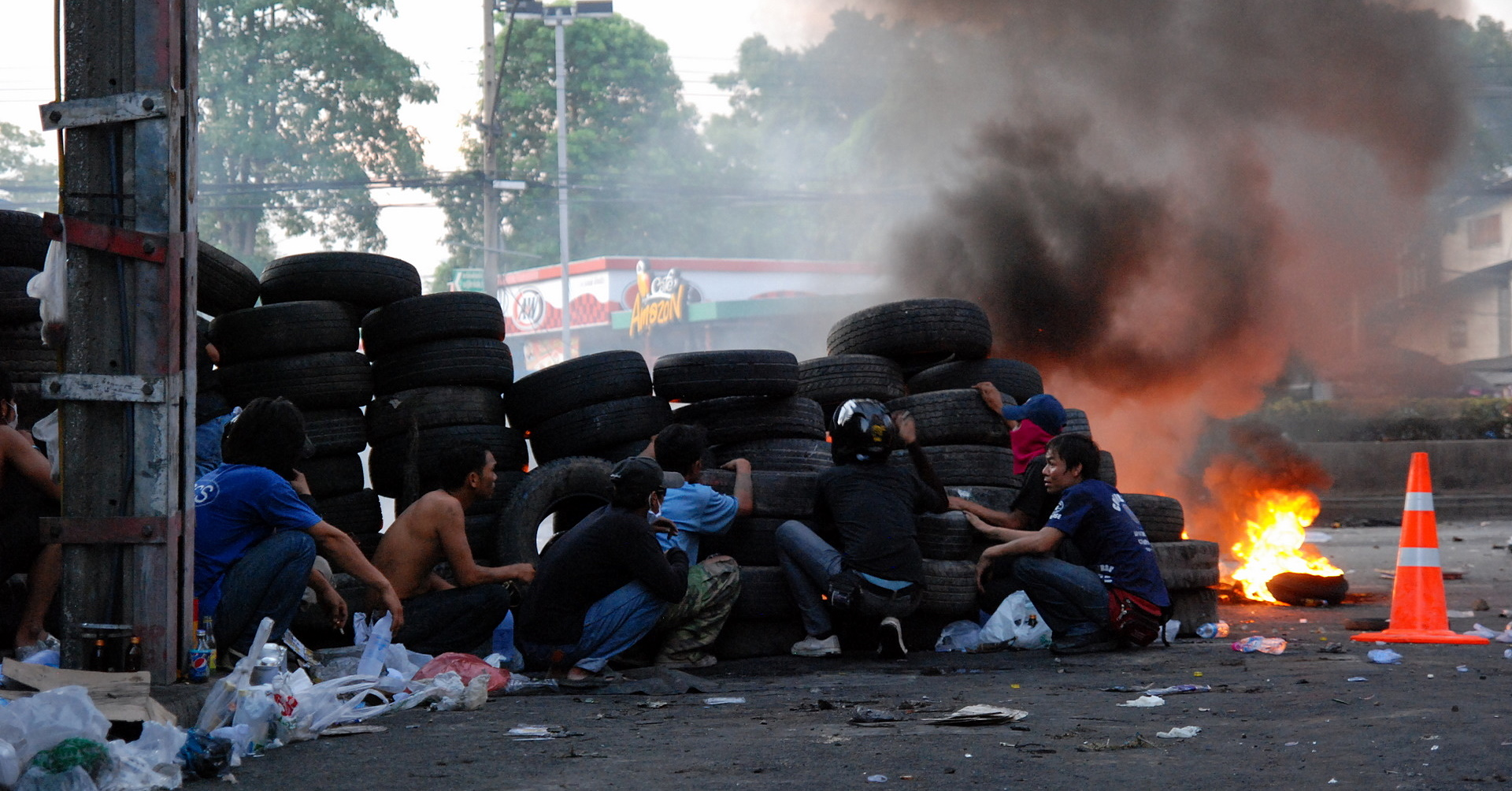
Бої на вулицях Бангкока, 15 травня 2010 року

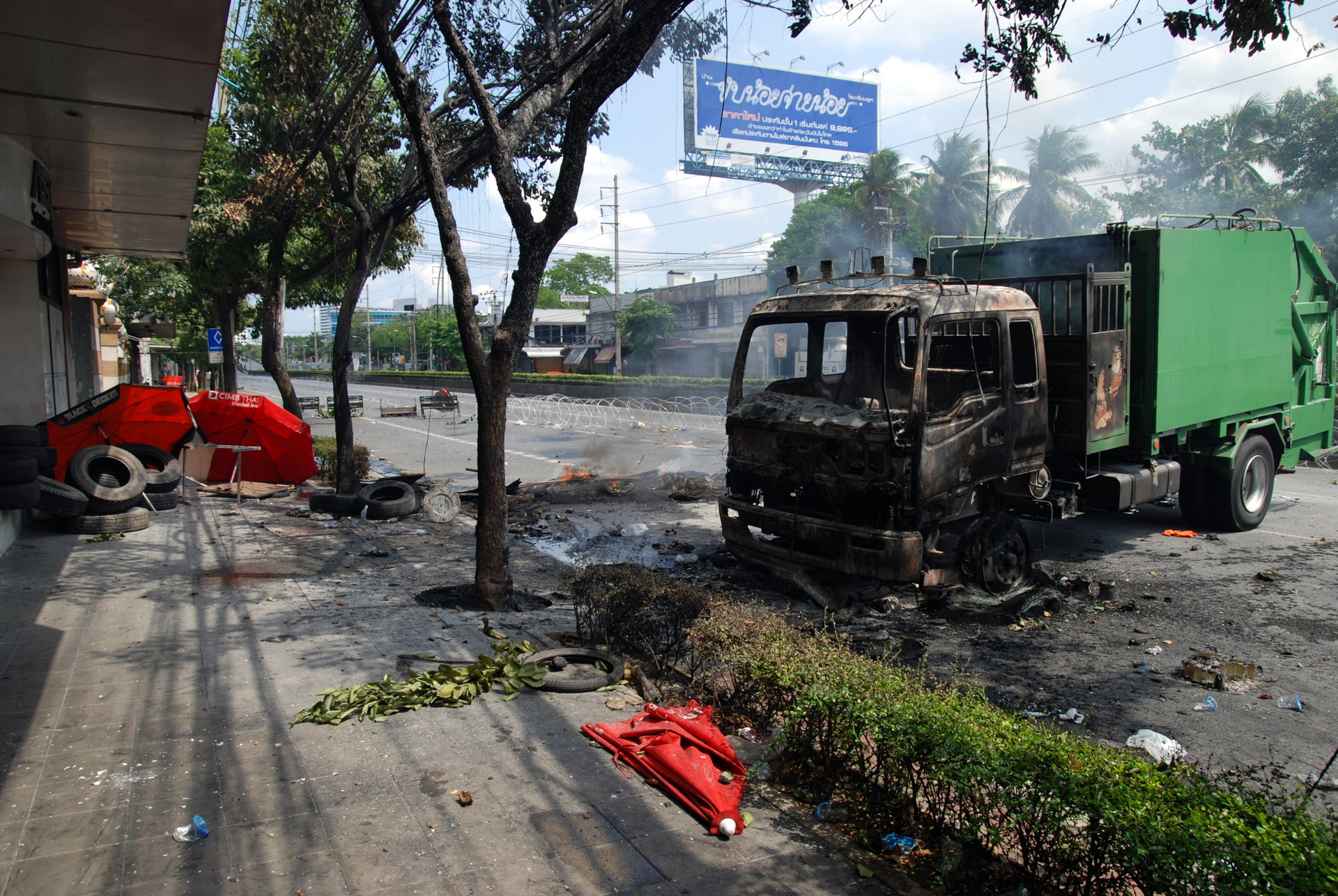
Згорів сміттєвоз, забарикадований протестувальниками

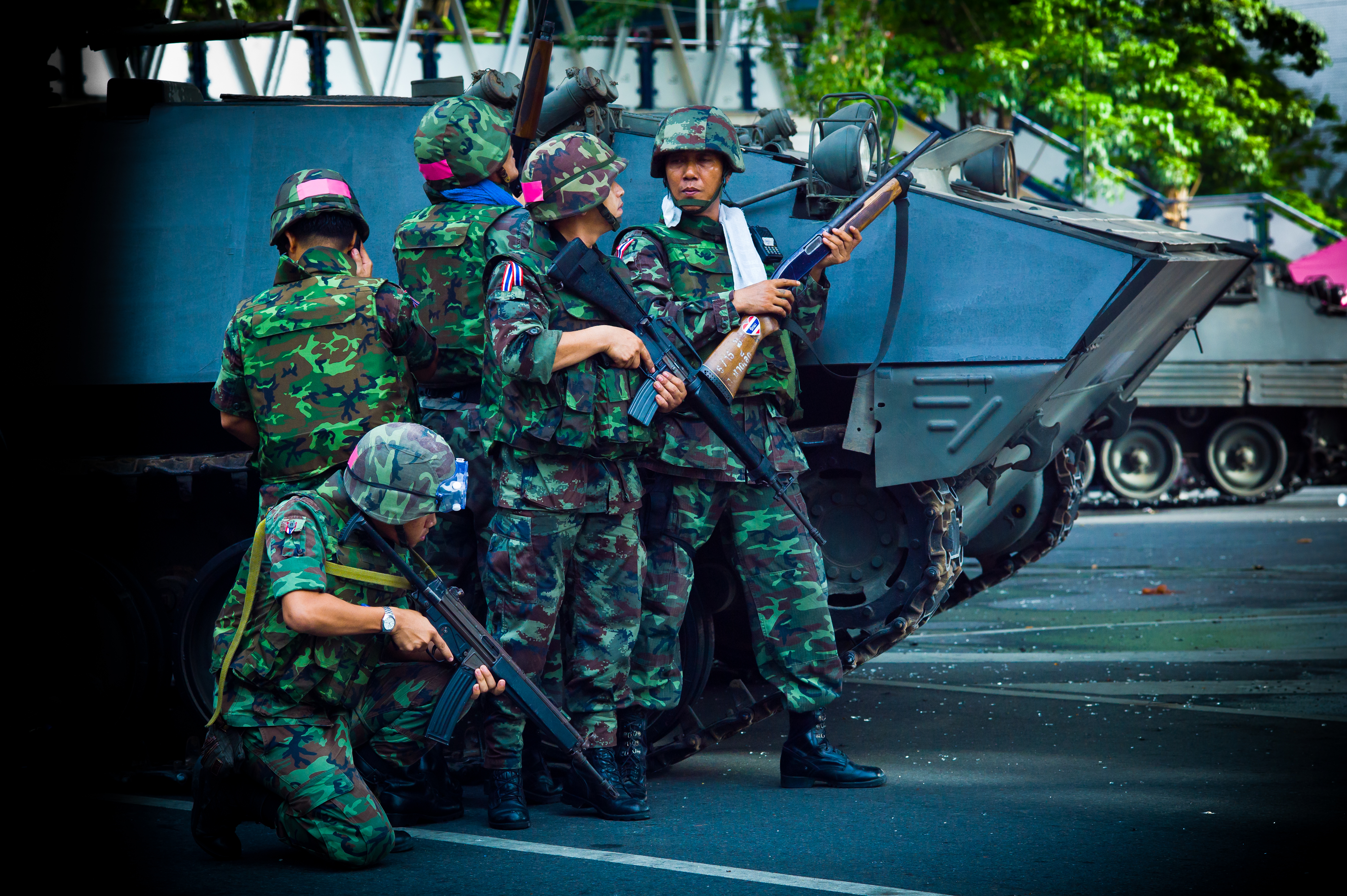
Армія на вулицях столиці

### Ситуація та сутички в наступні дні
14 травня влада відключила в окупованому районі доступ до електроенергії та води, призупинила роботу громадського транспорту та обмежила використання телефонних мереж. У районі зіткнень закрито багато дипломатичних установ і готелів. Під час бойових дій, що тривали протягом доби, 15 демонстрантів загинули, понад 100 людей отримали поранення, у тому числі троє журналістів. Протестувальники продовжували зводити укріплення та вуличні барикади, використовуючи, зокрема, підпалювали техніку та шини, кидали у війська каміння, коктейлі Молотова та петарди. Кілька тисяч військових, які стояли на вулицях міста, застосували проти демонстрантів сльозогінний газ, стріляли в них гумовими кулями та бойовими патронами    .
15 травня 2010 року в боях з солдатами, які оточували табір «червоних сорочеників», було вбито ще 8 протестувальників, загальна кількість жертв триденних заворушень досягла 24 осіб. Влада застерегла жителів міста від входу на територію табору, яку вони назвали «зоною прямого вогню». У першому коментарі для преси прем'єр-міністр Абхісіт заявив, що втручання військових було необхідним і є єдиним способом припинити протести, оскільки їх учасники відкидали діалог. Він заявив, що неприйнятно формувати збройні групи для повалення уряду, додавши, що військових не виведуть з вулиць столиці. Речник армії заявив, що за останні кілька днів кількість людей у таборі зменшилася вдвічі й коливалася близько 5000 осіб. Він також повідомив, що солдати мають право застосувати вогнепальну зброю, якщо демонстранти підійдуть до них на відстань до 36 метрів. 27 учасників бойових дій засуджено до 6 місяців позбавлення волі   . У відповідь на ескалацію конфлікту Генеральний секретар ООН Пан Ґі Мун закликав владу та опозицію уникати подальшого насильства та «негайно повернутися до діалогу для вирішення проблем мирним шляхом». Сполучені Штати закликали сторони проявляти поміркованість і «знайти спосіб подолати розбіжності мирним шляхом»  .
16 травня 2010 року масштаби сутичок між «червоними футболками» та спецслужбами зменшилися. Проте кількість жертв чотириденних вуличних боїв зросла до 31 загиблого та близько 230 поранених. Лідери УДД пропонували почати переговори під егідою ООН за умови виведення військ з району їхнього табору. Уряд відхилив пропозиції опозиції, заявивши, що Таїланд може вирішити свої проблеми самостійно. Проте він звернувся до Червоного Хреста з проханням допомогти в евакуації жінок, дітей і людей похилого віку з табору "червоних сорочеників". У зв'язку з напругою в країні прем'єр-міністр оголосив 17 і 18 травня 2010 державними вихідними і переніс початок навчального року в Бангкоку. Він також поширив надзвичайний стан на 20 провінцій, щоб не допустити прихильників опозиції до столиці. Влада підкреслила, що їхня операція була спрямована проти «терористів», які проникли в лави демонстрантів  . Прем'єр-міністр також погрожував запровадити комендантську годину в Банґкоці, чого врешті не сталося. Сутички в місті сприяли зростанню труднощів у повсякденному житті. Деякі жителі, побоюючись тривалих заворушень, почали робити запаси їжі та води. У коментарях преси почали з'являтися думки про наближення країни до громадянської війни та можливість перенесення конфліктів за межі столиці. 16 травня 2010 року прихильники опозиції в провінції Убонратчатхані підпалили шини на кількох місцевих дорогах і спробували захопити місцеві військові казарми  .
17 травня 2010 року в лікарні помер генерал Хаттія Савасдіполь, застрелений чотирма днями раніше під час допиту. Червоносорочечники вшанували його пам'ять хвилиною мовчання. Кількість жертв зіткнень, що почалися 13 травня, зросла до 37 загиблих і понад 270 поранених. У телезверненні уряд закликав протестувальників, особливо жінок, дітей і людей похилого віку, покинути табір до 15:00. Він гарантував їм безпеку та безкоштовний транспорт до домівок у провінції. Заклик повторювали в мегафони, встановлені на вулицях, а вертольоти, що кружляли в небі, скидали на райони відповідні листівки. Прем'єр-міністр оголосив, що всі, хто залишиться, будуть засуджені до двох років позбавлення волі. Надзвичайний стан поширено ще на 2 провінції країни (загалом 22 провінції, розташовані переважно на півночі країни). У містах на півночі Таїланду почали проходити перші протести, в т.ч у місті Чіанґмай був підпалений військовий автобус   . «Червоносоречники» відхилили заклик влади покинути табір у призначений час. Група з понад 300 осіб, побоюючись військових дій, знайшла притулок у сусідньому храмі  . Верховний комісар ООН з прав людини Наванетхем Піллей закликала лідерів Таїланду та лідерів опозиції «відкинути гордість і політику заради блага нації». Вона закликала протестувальників «відійти від краю», а спецслужби — до максимальної стриманості  .
18 травня 2010 року в Банґкоці відбулися спорадичні спалахи насильства. Кількість жертв кількаденних боїв (з 13 травня) зросла до 39 загиблих і близько 300 поранених. Уряд звинуватив демонстрантів у використанні дітей як щита, а ті, у свою чергу, звинуватили владу в тому, що вони стріляли в них з вогнепальної зброї без докорів сумління. Посередником у переговорах запропонував голова Сенату Прасобсук Бундей. Він зустрівся з лідерами УДД, які погодилися на переговори, та з представниками влади, які поставили умовою для початку будь-яких переговорів припинення протестів і окупацію центру міста. прибл. 3 тисячі «червоносорочечники» залишилися забарикадованими в таборі, а уряд продовжив державні свята до 21 травня   .

## Штурм табору демонстрантів (19 травня)

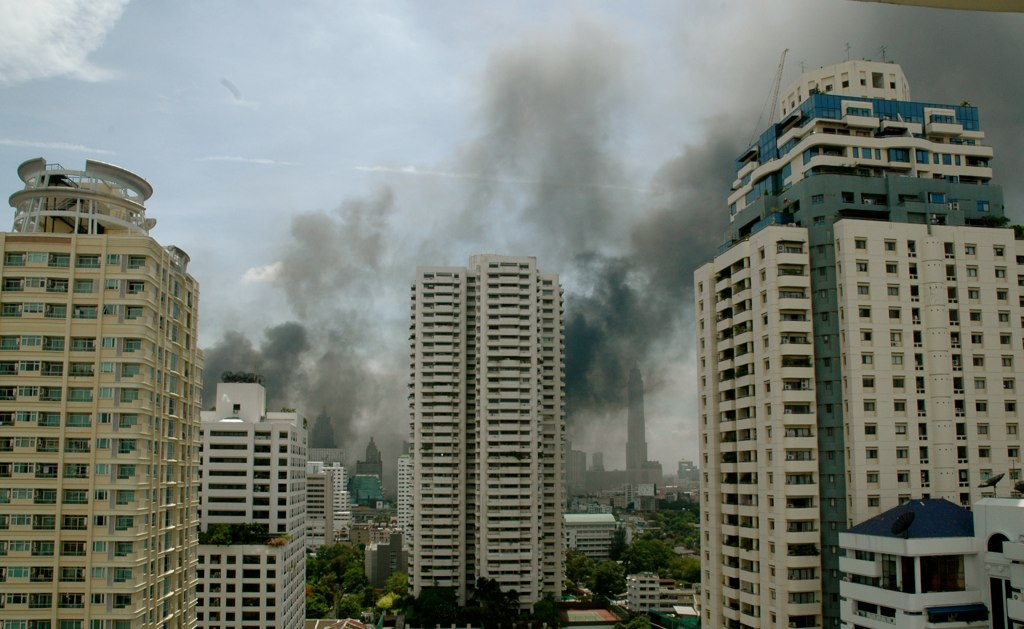
Пожежі в центрі Бангкока, 19 травня 2010 року

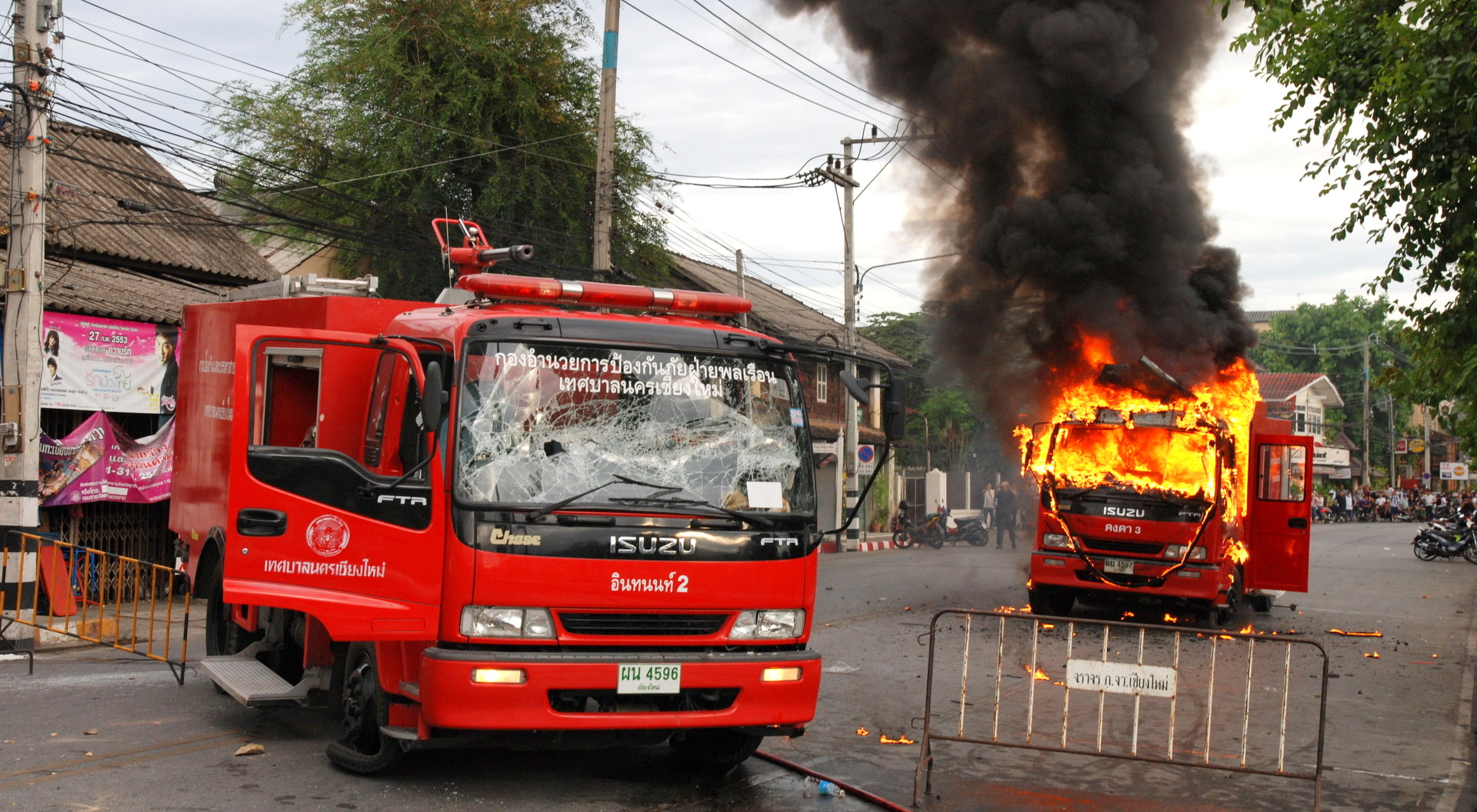
Протести і підпали в місті Чіангмай, 19 травня 2010 року

Вранці 19 травня 2010 року армія розпочала генеральний штурм табору «червоних сорочечників». Воно попередило їх перед початком акції. Вояки, озброєні кулеметами М16 та броньованою технікою, прорвали вуличні барикади та увійшли до табору. Демонстранти, щоб уповільнити рух, облили їх бензином і підпалили. Чотири головні лідери УДД оголосили своїм прихильникам про рішення припинити протести і віддалися в руки армії. У світлі камер їх доставили до відділку поліції. Рішення про капітуляцію було виправдане бажанням запобігти подальшим жертвам. Під час штурму більшість протестувальників поспішно відступили попереду армії, залишивши розкиданими повсякденні речі. Близько 700 людей знайшли притулок у буддійському храмі. У результаті кількагодинної акції демонстрантів вдалося повністю витіснити з території табору. Деякі з них не полишали боротьби і чинили опір у різних місцях столиці. Протягом дня відбувалися акти пограбування магазинів і приватного майна та підпалів. "Червонофутбольники" підпалили щонайменше 27 будівель у столиці, включаючи штаб-квартиру Тайської фондової біржі, 16 банківських відділень, будівлю Channel 3 і найбільший в країні торговий комплекс "Central World Plaza". Біржа була закрита вранці два дні поспіль. Під час штурму та подальших сутичок загинув італійський журналіст, ще троє іноземних репортерів отримали поранення      .
Нові антиурядові заворушення також відбулися 19 травня в північних районах Таїланду. У місті Удонтхані прихильники опозиції підпалили, а в Кхонкен знищили мерію. Насильство також сталося в місті Чіанґмай . Вперше за 15 років уряд запровадив комендантську годину в Банґкоці, а потім і в 21 іншій провінції, з 20:00 до 6:00. Він наказав телевізійним станціям транслювати лише заздалегідь визначені програми. Він оголосив про початок нічної акції проти мародерів і підпалів, а також уповноважив армію вести по них вогонь. Прем'єр-міністр Абхісіт заявив, що він "впевнений і сповнений рішучості покласти край проблемам і відновити мир і порядок у країні". Колишній прем'єр-міністр Таксін Чинават попередив, що дії військових можуть викликати масове невдоволення та призвести до партизанської війни   .
На ранок 20 травня 2010 року в столиці сталося більше 30 нових підпалів. Влада продовжила комендантську годину на наступні дні. Вони розпочали акцію з ліквідації табору, вуличних барикад та прибирання міста. Під час розчистки району бойових дій силовики виявили сховки з бомбами та гранатами. Вони також потрапили всередину буддійського храму Ват Патхум Ванарам, де знайшли притулок близько тисячі «червоносорочечників», які забарикадували вхід і чинили опір армії. Всередині будівлі виявили шість тіл. Для прихильників опозиції з провінції організували безкоштовний транспорт додому. Громадський транспорт у місті відновив роботу, а біржа та школи залишалися закритими до 24 травня  . 21 травня 2010 року влада оголосила, що в результаті бойових дій армії 19 травня загинули щонайменше 15 осіб і понад 100 отримали поранення  . Загалом з початку протестів загинула 91 людина і близько 2000 отримали поранення    .

## Наслідки та ситуація після протестів

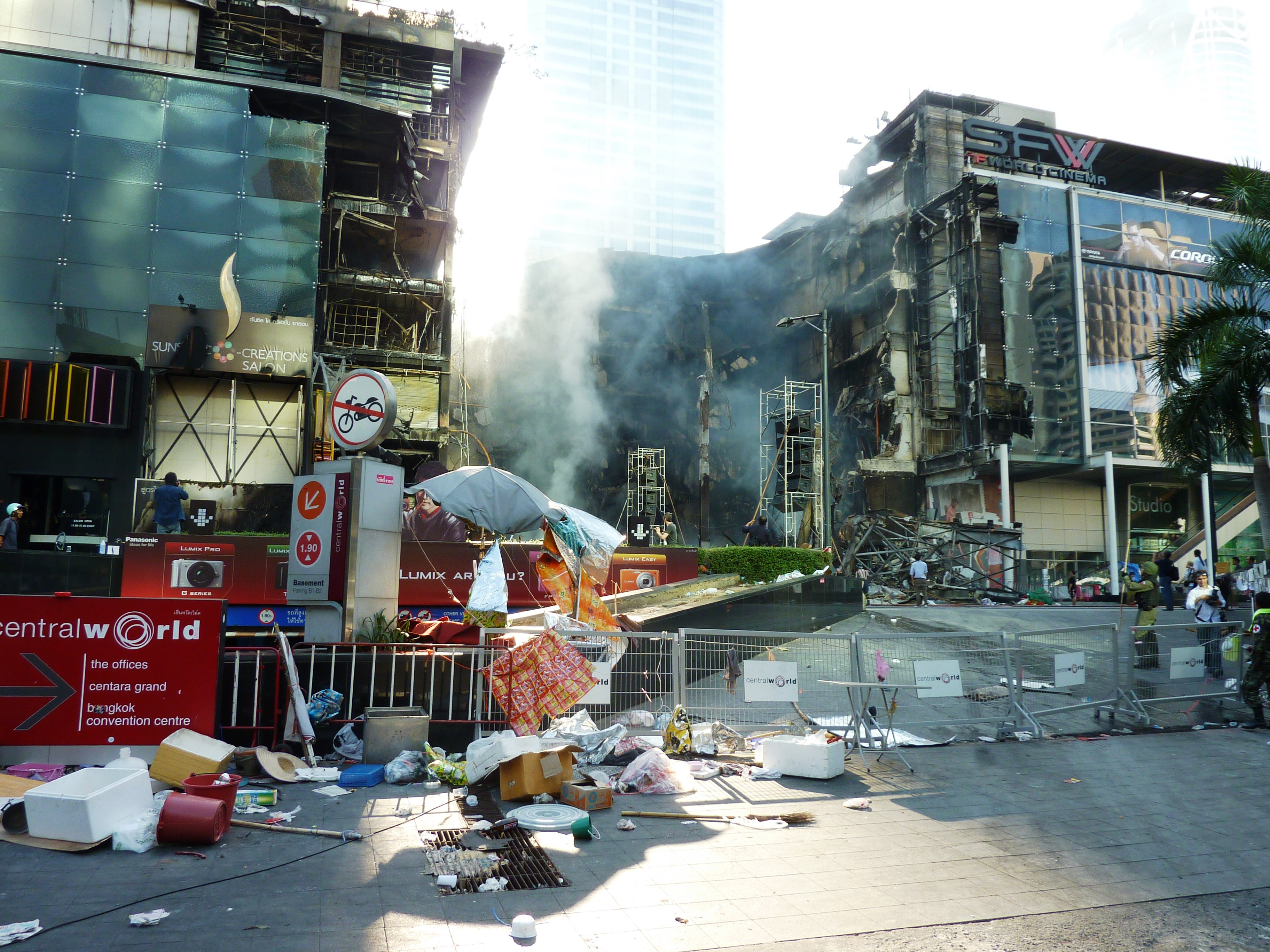
Central World Plaza в Банґкоці згоріла

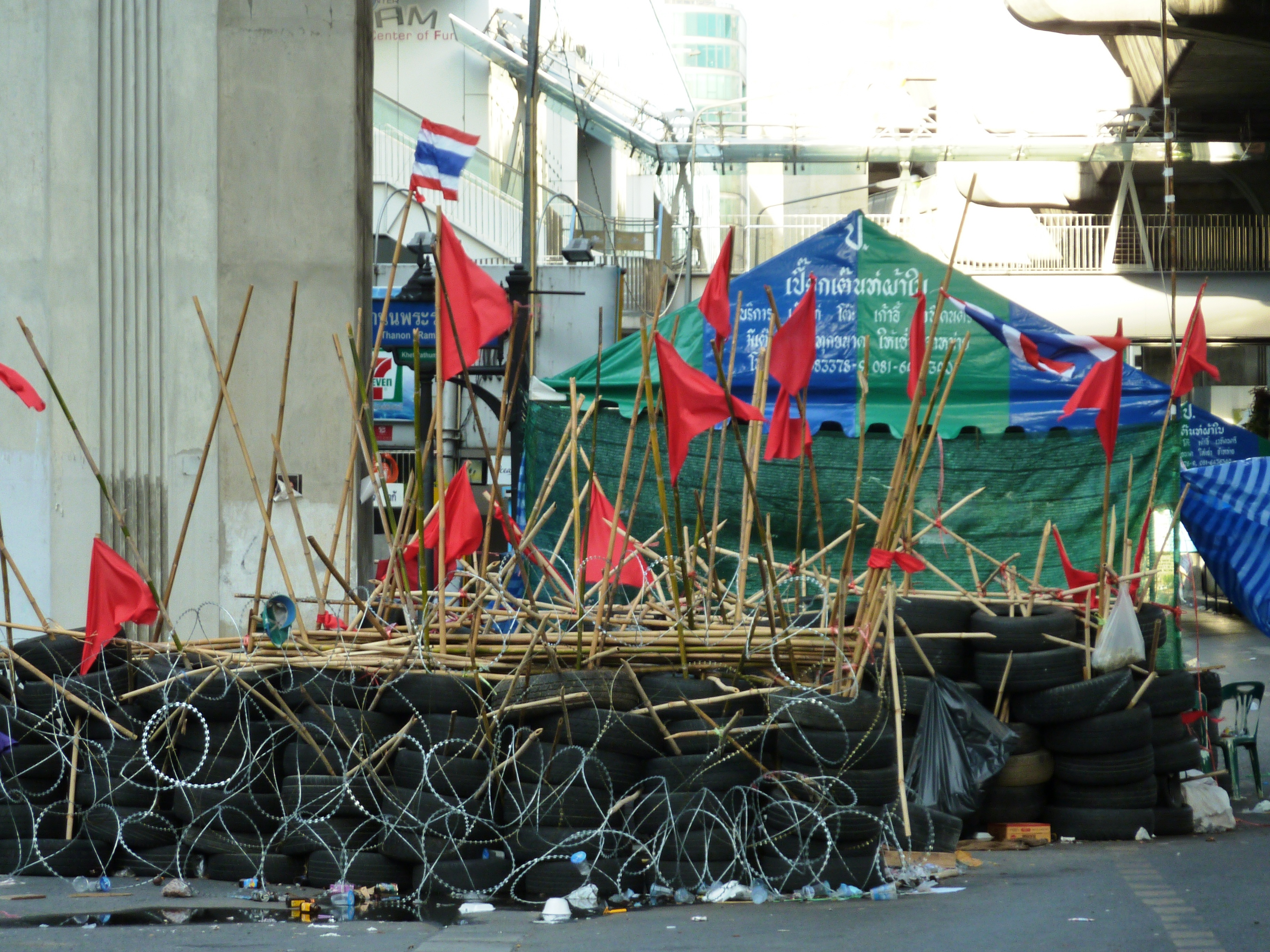
Залишки барикад

### Дії та заяви уряду
21 травня 2010 року прем'єр-міністр Абхісіт оголосив у своїй промові, що в Бангкоку та по всій країні відновлено порядок. Він заявив, що його метою буде подолання розколу в суспільстві. Він оголосив про початок процесу національного примирення на основі плану з 5 пунктів, представленого на початку травня, який передбачає політичні та соціальні реформи та початок незалежного розслідування всіх подій, що відбулися під час протестів. Однак він відкинув можливість проведення дострокових виборів у листопаді, заявивши, що необхідною умовою проведення голосування є заспокоєння ситуації та зняття напруги в країні. У наступні дні клінінгові служби очистили місто від пошкоджень і залишків протестів   . За порушення режиму надзвичайного стану влада заарештувала щонайменше 417 осіб, у тому числі більшість лідерів "червоних сорочок". Опозиційні веб-сайти та радіостанції також були закриті за звинуваченнями в розпалюванні заворушень  .
25 травня 2010 року суд Таїланду видав ордер на арешт колишнього прем'єр-міністра Таксіна Чинавата за звинуваченням у «плануванні та відіграванні значної ролі в інструктуванні та маніпулюванні» подіями в країні. Таксін відкинув звинувачення, вважаючи їх політично мотивованими  . 29 травня 2010 року уряд скасував комендантську годину в країні, зберігаючи надзвичайний стан. Прем'єр повторив, що проведення парламентських виборів у 2010 році буде "набагато складнішим". Він сказав, що спочатку необхідно відновити мир і реалізувати план примирення, але він не виключив можливості проведення дострокових виборів до осені 2012 року  .
На вимогу опозиційних депутатів 1 червня 2010 року в парламенті Таїланду почалися дебати щодо дій уряду під час протестів. Опозиція звинуватила уряд у загибелі десятків людей і засудила введення військ проти мирного населення  Воно розцінило дії військових та застосування бойових патронів як непропорційну та надмірну відповідь. Уряд наполягав на тому, що використання військових було крайнім заходом, оскільки спроби мирного вирішення кризи в попередні тижні провалилися. Прем'єр також звинуватив "терористів" серед протестувальників у нападі на правоохоронців, що безпосередньо призвело до сутичок. 2 червня 2010 року парламент 246 голосами проти 186 відхилив вотум недовіри уряду Абхісіти, поданий депутатами опозиційної партії Пуеа Тай   .
31 травня 2010 р. Верховний комісар ООН з прав людини Наванетхем Піллей закликала владу забезпечити незалежне розслідування останніх подій і притягнути до відповідальності винних у порушеннях прав людини. Уряд раніше оголосив про намір розпочати відповідне розслідування, але відхилив план міжнародної підтримки  10 червня 2010 року уряд створив три незалежні комітети в рамках процесу примирення, які займаються відповідно розслідуванням обставин смерті жертв, конституційною реформою та реформою ЗМІ  .
16 серпня 2010 року в кримінальному суді Бангкока розпочався процес над 17 головними ватажками "червоних сорочечок". Вони були звинувачені в тероризмі, що карається смертною карою, а також у підбурюванні до насильства та погрозах урядовцям. Жоден із оскаржених не визнав своєї провини   . 22 лютого 2011 року звільнили з місць позбавлення волі під заставу сімох з них , а 14 березня 2011 року ще четверо  .

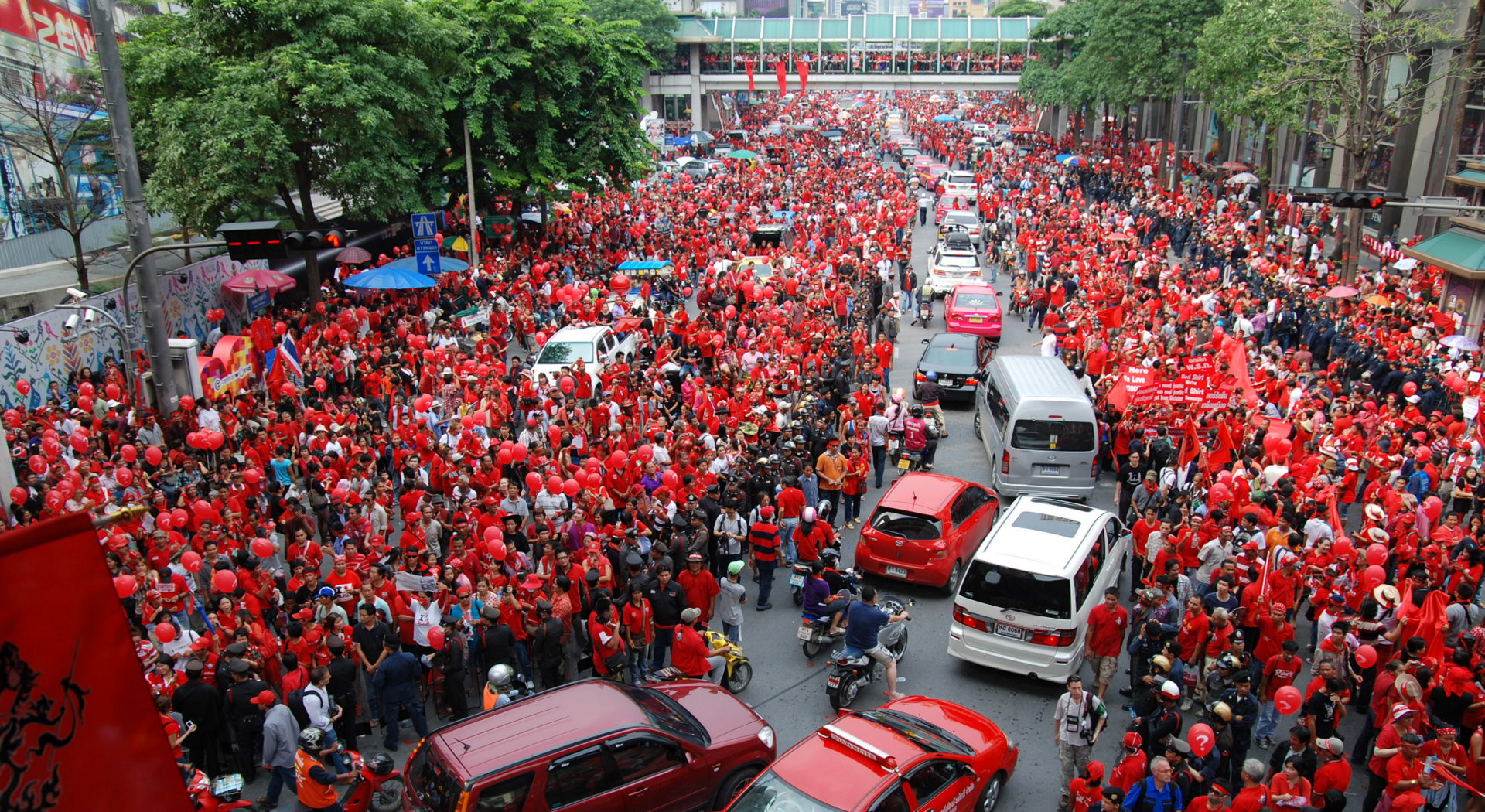
Протест у Банґкоці, 19 вересня 2010 р

19 вересня 2010 року, докладно почерез чотири місяці після того, як військові упокорили протести, опоненти уряду організували мирний протест у Банґкоці, щоб вшанувати пам'ять 91 жертви. Акція протесту також відбулася в четверту річницю державного перевороту та повалення прем'єр-міністра Чинавата. Згоду на його організацію надала влада, незважаючи на надзвичайний стан, за умови без застосування насильства та руху транспорту. У ньому взяли участь близько 4 тисяч осіб. люди зібралися на місці колишнього табору «червоних сорочечників». Присутні виступили проти політики влади, вимагали звільнити затриманих лідерів УДД, запалили свічки за загиблими та випустили в повітря тисячі червоних кульок. Антиурядовий протест також відбувся того дня в Чіангмаї, рідному місті прем'єр-міністра Чинавата на півночі країни   .
9 травня 2011 року прем'єр-міністр Абхісіт призначив дату загальних виборів на 3 липня 2011 року, за чотири місяці до законного закінчення повноважень Палати представників . Цього ж дня рішення було прийнято королем. Палата представників була розв'язана 10 травня 2011   .
19 травня 2011 року, в річницю здолання протестів військовими, в Бангкоці пройшла 15-тисячна демонстрація в пам'ять про жертв подій. За період дії надзвичайного стану, з березня по грудень 2010 року, влада заарештувала загалом близько 800 осіб, з яких понад 140 осіб все ще перебували під вартою або у в'язницях через рік навпісля придушення протестів. З іншого боку, 22 особи були засуджені вироком суду, котрий набрав законної сили. Протягом року після закінчення подій комісія з розслідування обставин загибелі мітингувальників не публікувала звіт про свою працю   .

### Скасування надзвичайного стану
На початку липня 2010 року, за кілька днів до скінчення дії надзвичайного стану, Міжнародна кризова група (ICG) - міжнародний аналітичний центр - звернулася до тайської влади з проханням скасувати його і зняти звинувачення в тероризмі з затриманих лідерів " червоні сорочки». В іншому випадку вона попередила про можливість того, що розчаровані прихильники опозиції вдадуться до незаконних військових дій. Доповідь ICG також закликала скасувати заборону на роботу опозиційних ЗМІ, які були закриті під час протестів  . 6 липня 2010 прем'єр-міністр оголосив про продовження надзвичайного стану ще на три місяці в 19 провінціях країни, включаючи Бангкок. Надзвичайний стан скасовано в п'яти інших провінціях, і уряд оголосив про поступове скасування в майбутньому. Влада стверджувала, що це все ще становить загрозу безпеці, підкреслюючи, що запаси зброї, захоплені протестувальниками під час сутичок із силовиками, постійно конфіскуються. Також створений під час протестів Центр з вирішення надзвичайних ситуацій (Cres), що складається з представників армії, поліції та уряду, рекомендував продовжити надзвичайний стан  . Положення про надзвичайний стан забороняли організацію зібрань понад 5 осіб, дозволяли затримувати підозрюваних на 30 діб без ухвали суду, а також забороняли оприлюднення та передачу інформації, котра становить загрозу державній безпеці або викликає паніку  .  .

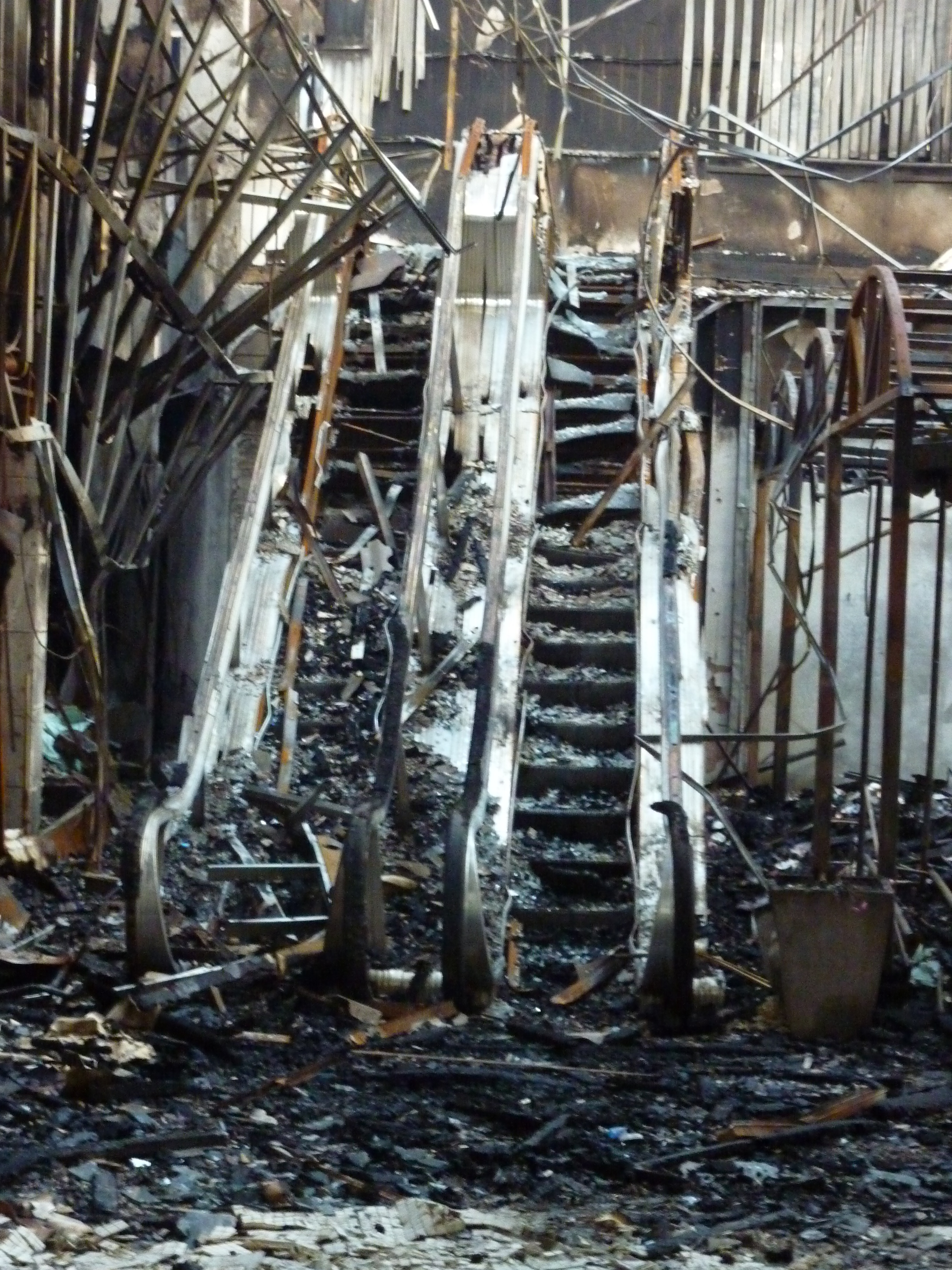
Зруйнований інтер'єр столичного готелю

20 липня 2010 року влада скасувала надзвичайний стан у трьох провінціях на півночі країни. Критики уряду звинувачували його в спробі ліквідувати та обмежити вплив опозиції. У свою чергу правителі стверджували, що їхньою метою є забезпечення миру та безпеки   . 29 липня 2010 року прем'єр-міністр оголосив про скасування надзвичайного стану ще в 6 провінціях, зберігши його в решті 10 і в столиці  . 16 серпня 2010 року уряд скасував  стан надзвичайний ще в трьох провінціях на півночі та північному сході країни   . 1 жовтня 2010 року надзвичайний стан було скасовано ще в трьох провінціях, а в столиці та чотирьох суміжних провінціях його продовжили ще на три місяці. Проти продовження надзвичайного стану вчергове виступили правозахисні організації та бізнес-кола, зокрема представники туристичної царини   .
Одним із ризиків, на який наголошували політичні коментатори, була загроза відновлення насильства. Центр з питань надзвичайних ситуацій зафіксував 36 випадків вибухів або виявлення вибухівки з моменту закінчення протестів у середині травня до кінця вересня. Вибух стався в біля офісу Генеральної прокуратури та на варшавському іподромі. Хоча ніхто не взяв на себе відповідальності за ті інциденти, поліція вважає, що деякі з них могли бути політично мотивованими, а інші могли бути особистими чи діловими чварами  5 жовтня 2010 року щонайменше три людини загинули в результаті вибуху вибухівки в житловому комплексі на околиці Банґкоку  .
21 грудня 2011 року влада скасувала надзвичайний стан в останніх 4 провінціях і столиці країни, що було обґрунтовано покращенням суспільно-політичного клімату та неконфронтаційним настроєм «червоних сорочечок». Хоча багатотисячні демонстрації прихильників все ж були організовані в Банґкоці, вони носили виключно мирний характер. Після скасування надзвичайного стану в Таїланді діяв Закон про внутрішню безпеку (ISA), що дозволяв комендантську годину та заборону на публічні зібрання в обґрунтованих випадках, але його положення не передбачали автоматичної заборони зібрань, а також не дозволяли затримання громадян без ухвалу суду  . Закон про внутрішню безпеку був остаточно скасований 24 травня 2011 року, перед майбутніми парламентськими виборами  .

### Економічні наслідки
Протести в Таїланді мали негативний вплив на економіку країни. У травні 2010 року міністр фінансів Таїланду ствердив, що заворушення знизили економічне зростання приблизно на 0,3-0,5%, яке він тоді оцінив у 4,5-5% у 2010 році  . Міністерство фінансів оцінило руйнування та збитки, завдані протестами, у 50 мільярдів бат, або 1,5 мільярда доларів США  . Особливих втрат зазнала туристична галузь. В результаті півторамісячної окупації фінансового і комерційного центру Бангкока було закрито багато готелів, магазинів, банків і установ. Представник Асоціації готельєрів і власників магазинів Таїланду повідомив, що кількість зайнятих готельних номерів за цей період впала з 40% до 10-15% порівняно з тим же періодом минулого року  . Хоча протести викликали занепокоєння щодо майбутнього стану економіки Таїланду, їхній вплив на неї не був таким дужим, як передбачалося спочатку. 20 липня 2010 року президент Центрального банку Таїланду Таріса Ватанагасе заявив, що і туристичний сектор, і рівень споживання, і рівень інвестицій повернулися до стану протестів і більше немає великої загрози національній економіці.  . На початку серпня 2010 року економісти оцінили зростання економіки в 8% ВВП у 2010 році, а тайська фондова біржа зафіксувала найбільші зростання в регіоні  . Зрештою, економічне зростання Таїланду в 2010 році склало 7,8%, одне з найвищих показників у регіоні, а експорт зріс на 28,1%  .

## Дивитися також
- Політичні протести в Таїланді (2013–2014)

1. ↑  http://www.nytimes.com/2010/09/20/world/asia/20thai.html
2. 1 2 3 4  Thailand lifts emergency decree in more provinces (англ.). 1 października 2010.
3. 1 2 3  Emergency ruled ended in three Thai provinces (англ.). 20 lipca 2010.
4. 1 2 3 4  Thai government lifts emergency in more provinces (англ.). 20 lipca 2010.
5. 1 2 3  Thailand army chief calls for parliament dissolution (англ.). 12 kwietnia 2010.
6. 1 2 3 4 5  Profile: Thailand's reds and yellows (англ.). 20 kwietnia 2010.
7. 1 2  Profile: Thaksin Shinawatra (англ.). 26 lutego 2010.
8. ↑  Profile: Abhisit Vejjajiva (англ.). 17 marca 2010.
9. ↑  Q&A: Thailand protests (англ.). 23 kwietnia 2010.
10. ↑  Thailand lifts Bangkok emergency (англ.). 25 kwietnia 2010.
11. ↑  Thailand top court seizes part of Thaksin fortune (англ.). 26 lutego 2010.
12. ↑  Thailand invokes security laws before rally (англ.). 9 marca 2010.
13. ↑  Thailand braces for 'red shirt' protests (англ.). 12 marca 2010.
14. ↑  Pro-Thaksin demonstrators reach Bangkok ahead of rally (англ.). 13 marca 2010.
15. ↑  'Red' protesters demand Thailand PM resigns (англ.). 14 marca 2010.
16. ↑  Thai PM rejects protest ultimatum (англ.). 15 marca 2010.
17. ↑  Thai red-shirts splash blood in anti-government protest (англ.). 16 kwietnia 2010.
18. ↑  Thai 'red shirt' leaders say Bangkok protests to go on (англ.). 18 marca 2010.
19. 1 2  Thailand government extends special security powers (англ.). 23 marca 2010.
20. ↑  Thailand protesters stage rally through Bangkok (англ.). 20 marca 2010.
21. ↑  Thailand's red shirts confront army in Bangkok (англ.). 27 marca 2010.
22. ↑  Thai red-shirt peace talks reach stalemate (англ.). 30 marca 2010.
23. ↑  Thai anti-government protesters shut central Bangkok (англ.). 3 kwietnia 2010.
24. ↑  Thai red-shirt protesters blockade Bangkok shops (англ.). 5 kwietnia 2010.
25. ↑  Thai protesters defy police with Bangkok marches (англ.). 6 kwietnia 2010.
26. ↑  Thailand PM declares state of emergency in Bangkok (англ.). 7 kwietnia 2010.
27. ↑  Thailand issues arrest warrants ahead of mass protests (англ.). 8 kwietnia 2010.
28. ↑  Thailand's red-shirt protesters reinstate TV station (англ.). 9 kwietnia 2010.
29. 1 2  Soldier Dies in Bangkok Clash (англ.). 28 kwietnia 2010.
30. 1 2 3  Bangkok clashes death toll climbs to 21, with 800 hurt (англ.). 11 kwietnia 2010.
31. ↑  Bullets killed Thai red-shirt protesters (англ.). 13 kwietnia 2010.
32. ↑  Military admits firing at reds (англ.). 15 marca 2010. Архів оригіналу за 13 червня 2019. Процитовано 31 грудня 2022.
33. ↑  Centre vows crackdown on terrorists in crowd (англ.). 16 kwietnia 2010.
34. ↑  Thailand PM Abhisit Vejjajiva under rising pressure (англ.). 12 kwietnia 2010.
35. ↑  Thai protesters combine camps as march cancelled (англ.). 14 kwietnia 2010.
36. ↑  Thai police action at red-shirt protest hotel fails (англ.). 16 kwietnia 2010.
37. ↑  Thai PM puts army chief in charge of security (англ.). 16 kwietnia 2010.
38. ↑  Thailand faces threat of yellow-shirt counter-protest (англ.). 18 kwietnia 2010.
39. ↑  Thai army 'ready to use live fire against red-shirts' (англ.). 20 kwietnia 2010.
40. ↑  Bangkok stand-off sparks Thailand army warning (англ.). 22 kwietnia 2010.
41. ↑  'Terrorists' blamed for attacks amid Thai deadlock (англ.). 23 kwietnia 2010.
42. ↑  Thai red-shirts offer conditional talks with government (англ.). 23 kwietnia 2010.
43. ↑  Thailand PM rejects protesters' offer (англ.). 24 kwietnia 2010.
44. ↑  Thai PM Abhisit Vejjajiva warns Bangkok protesters (англ.). 25 kwietnia 2010.
45. ↑  Thailand's yellows urge action against red-shirts (англ.). 26 kwietnia 2010.
46. ↑  Thailand's ruling party case submitted to Constitution Court (англ.). 26 kwietnia 2010.
47. ↑  Thai court dismisses governing party funding case (англ.). 29 listopada 2010.
48. ↑  Thailand court drops case against ruling Democrats (англ.). 9 grudnia 2010.
49. ↑  Thailand violence flares as red-shirts and troops clash (англ.). 28 kwietnia 2010.
50. ↑  Thai government 'in control' amid red protests (англ.). 29 kwietnia 2010.
51. ↑  Thai protesters on defensive after storming hospital (англ.). 30 kwietnia 2010.
52. ↑  Thai PM proposes Nov poll in „reconciliation” plan (англ.). 3 maja 2010.
53. ↑  Thai red-shirts set out conditions for reconciliation (англ.). 4 maja 2010.
54. 1 2  Hopes fade for swift end to Thai protests (англ.). 6 maja 2010.
55. 1 2  Divisions emerge over Thai PM's election road-map (англ.). 6 maja 2010.
56. ↑  Violence raises tensions as Thai protests drag on (англ.). 8 maja 2010.
57. ↑  Thailand policemen targeted in Bangkok attacks (англ.). 8 maja 2010.
58. ↑  Thailand red-shirts set out new conditions (англ.). 10 maja 2010.
59. ↑  Thai protesters refuse to leave, push new demands (англ.). 10 maja 2010.
60. ↑  No end in sight as Thai protesters refuse to leave (англ.). 11 maja 2010.
61. ↑  Thai deputy PM visits investigators over crackdown (англ.). 11 maja 2010.
62. ↑  Thailand PM gives 'final word' to defiant red-shirts (англ.). 12 maja 2010.
63. ↑  Thai election plan scrapped as tensions rise (англ.). 12 maja 2010.
64. ↑  Thai military 'to surround red-shirt protesters' (англ.). 13 maja 2010.
65. ↑  Obituary: Thailand's 'Commander Red' (англ.). 17 maja 2010.
66. 1 2  Thai red-shirt supporter Gen Khattiya shot (англ.). 13 maja 2010.
67. ↑  Rogue general wounded, 1 killed in Bangkok fighting (англ.). 13 maja 2010.
68. ↑  Deadly clashes as police besiege Bangkok protesters (англ.). 14 maja 2010.
69. ↑  Thai troops battle defiant protesters as crisis deepens (англ.). 14 maja 2010.
70. ↑  Bangkok protests day-by-day (англ.). 17 maja 2010.
71. ↑  Thailand PM Abhisit in pledge to end Bangkok protest (англ.). 15 maja 2010.
72. ↑  Thai violence spirals as both sides seek reinforcements (англ.). 15 maja 2010.
73. ↑  Bangkok death toll rises amid bloody red-shirt clashes (англ.). 15 maja 2010.
74. ↑  Thailand rejects protesters' UN-backed talks plan (англ.). 16 maja 2010.
75. ↑  Thailand toughens stand against spiralling protests (англ.). 16 maja 2010.
76. ↑  Rogue Thailand general who backed protests dies (англ.). 17 maja 2010.
77. ↑  Thai troops close in on protest encampment (англ.). 17 maja 2010.
78. ↑  Thai protesters defy orders to leave their Bangkok camp (англ.). 17 maja 2010.
79. ↑  Thais must step back from brink, says United Nations (англ.). 18 maja 2010.
80. ↑  Thailand government rejects Bangkok protest talks offer (англ.). 18 maja 2010.
81. 1 2  Troops, armoured carriers advance near Bangkok protest (англ.). 18 maja 2010.
82. ↑  Thai protest leaders surrender as troops storm camp (англ.). 19 maja 2010.
83. 1 2  Bangkok under curfew after fresh violence (англ.). 19 maja 2010.
84. ↑  Bangkok in flames as protesters refuse to back down (англ.). 19 maja 2010.
85. 1 2  Curfew in Bangkok after surrender of red-shirt leaders (англ.). 19 maja 2010.
86. ↑  'Order restored' in Bangkok after protests (англ.). 20 maja 2010.
87. 1 2  Thai PM Abhisit says country under control after unrest (англ.). 21 maja 2010.
88. 1 2 3  Thai PM committed to reconciliation (англ.). 21 maja 2010.
89. ↑  Thai PM makes reconciliation bid (англ.). 10 czerwca 2010.
90. ↑  Thailand issues warrant for Thaksin over protests (англ.). 25 maja 2010.
91. ↑  Thai PM says difficult to hold polls this year (англ.). 29 maja 2010.
92. 1 2  Thai parliament debates government protest response (англ.). 1 czerwca 2010.
93. ↑  Thai PM survives confidence vote over Bangkok protests (англ.). 2 czerwca 2010.
94. ↑  Thai prime minister survives no-confidence motion (англ.). 2 czerwca 2010.
95. ↑  3 independent committees set up for Thai reconciliation (англ.). 10 czerwca 2010.
96. 1 2  Thai anti-government protest leaders in court (англ.). 16 sierpnia 2010.
97. 1 2  Thailand’s Red Shirt leaders appear in court (англ.). 16 sierpnia 2010. Архів оригіналу за 19 березня 2015. Процитовано 31 грудня 2022.
98. ↑  Thailand's red-shirt leaders freed on bail (англ.). 22 lutego 2011.
99. ↑  Thailand: More 'red-shirts' released ahead of elections (англ.). 14 marca 2011.
100. ↑  Thai „red shirts” return for symbolic rallies (англ.). 19 września 2010.
101. ↑  Thai red-shirts stage defiant protest (англ.). 19 września 2010.
102. ↑  Thailand election on 3 July will test PM Abhisit (англ.). 9 maja 2011.
103. ↑  Thailand sets date for high-stakes election (англ.). 9 maja 2011.
104. ↑  A year on, mystery shrouds Thailand's deadly unrest (англ.). 19 maja 2011.
105. ↑  Thailand red-shirts mark Bangkok protest anniversary (англ.). 19 maja 2011.
106. ↑  Thailand urged to lift emergency rule (англ.). 5 lipca 2010.
107. ↑  Thai government extends state of emergency in Bangkok (англ.). 6 lipca 2010.
108. 1 2  Thai government extends state of emergency (англ.). 6 lipca 2010.
109. ↑  Emergency ruled ended in six more Thailand provinces (англ.). 29 lipca 2010.
110. 1 2  Thailand explosion kills three in Bangkok suburb (англ.). 5 października 2010.
111. ↑  Thailand ends 8-month state of emergency in Bangkok (англ.). 21 grudnia 2010.
112. ↑  Thai police lift security law ahead of election (англ.). 24 maja 2011. Архів оригіналу за 7 червня 2011. Процитовано 31 грудня 2022.
113. ↑  Thai Government Declares Protest Violence Mostly Quelled (англ.). 20 maja 2010. Архів оригіналу за 25 січня 2013. Процитовано 31 грудня 2022.
114. ↑  Military shakeup could derail Thai peace moves (англ.). 5 sierpnia 2010.
115. ↑  Thailand grows despite disconnect (англ.). 21 lutego 2011.

- In pictures: Bangkok turns red (англ.). 14 marca 2010.
- In pictures: Unusual protests (англ.). 16 marca 2010.
- In pictures: Bangkok protests (англ.). 12 kwietnia 2010.
- Red-shirt surrender: A local's day (англ.). 19 maja 2010.
- Thailand: Bangkok clashes mapped (англ.). 20 maja 2010.